# Concesión italiana en Tianjin
La Concesión italiana en Tianjin fue una posesión (durada desde 1901 hasta 1947) del Reino de Italia en un barrio de Tianjin, ciudad de China septentrional.

## Historia
La concesión en Tianjin fue la mayor que tuvo Italia en China: Otras pequeñas concesiones comerciales italianas fueron localizadas en áreas restrictas de Pekín, Amoy, Shanghái y Hankou, pero ninguna alcanzó la importancia de la de Tianjin.
En junio de 1901, una concesión en Tianjin de 0,6 km² fue traspasada oficialmente al Reino de Italia por la dinastía Qing, y fue puesta bajo la administración del cónsul italiano Cesare Poma. Tras finalizar la Primera Guerra Mundial, la sección cedida al Imperio austrohúngaro fue añadida a la Italiana, duplicando su tamaño.

Tras un comienzo difícil, la concesión, con el diseño de nuevas calles y villas de estilo europeo, asumió progresivamente el papel de muestra del arte italiano, con la importación de materiales de decoración y la construcción típica italiana, especialmente para los objetos más representativos, al igual que los edificios públicos y la fuente monumental situada en el centro de la Plaza Regina Elena. La llamada "concesión aristocrática" ha atraído como residentes a otros europeos y a muchos altos funcionarios chinos. Entre ellos: los políticos Liang y Qichao, los Alcaldes de Tianjin Tinte Zhang, Cheng Ke, y Longguang Zhou, el periodista Liu Ranggong, el dramaturgo Cao Yu, el calígrafo Hua Shikui, el general Tang Yulin, el Ministro del Interior Qi Yaoshan, el gobernador militar y civil de Heilong Jiang Bao Guiqin, el militar Guangyuan Wang, y el rico hombre de negocios de seda Meng Yangxuan. Todos residían en los edificios italianos en el área de la Concesión.

La Concesión en 1918 se convirtió en el cuartel de la "Legión Italiana Redenta" (una legión italiana conformada por tropas italianas irredentistas del derrotado Imperio Austro-Húngaro), que luchó contra las tropas soviéticas de Lenin en Siberia y Manchuria.

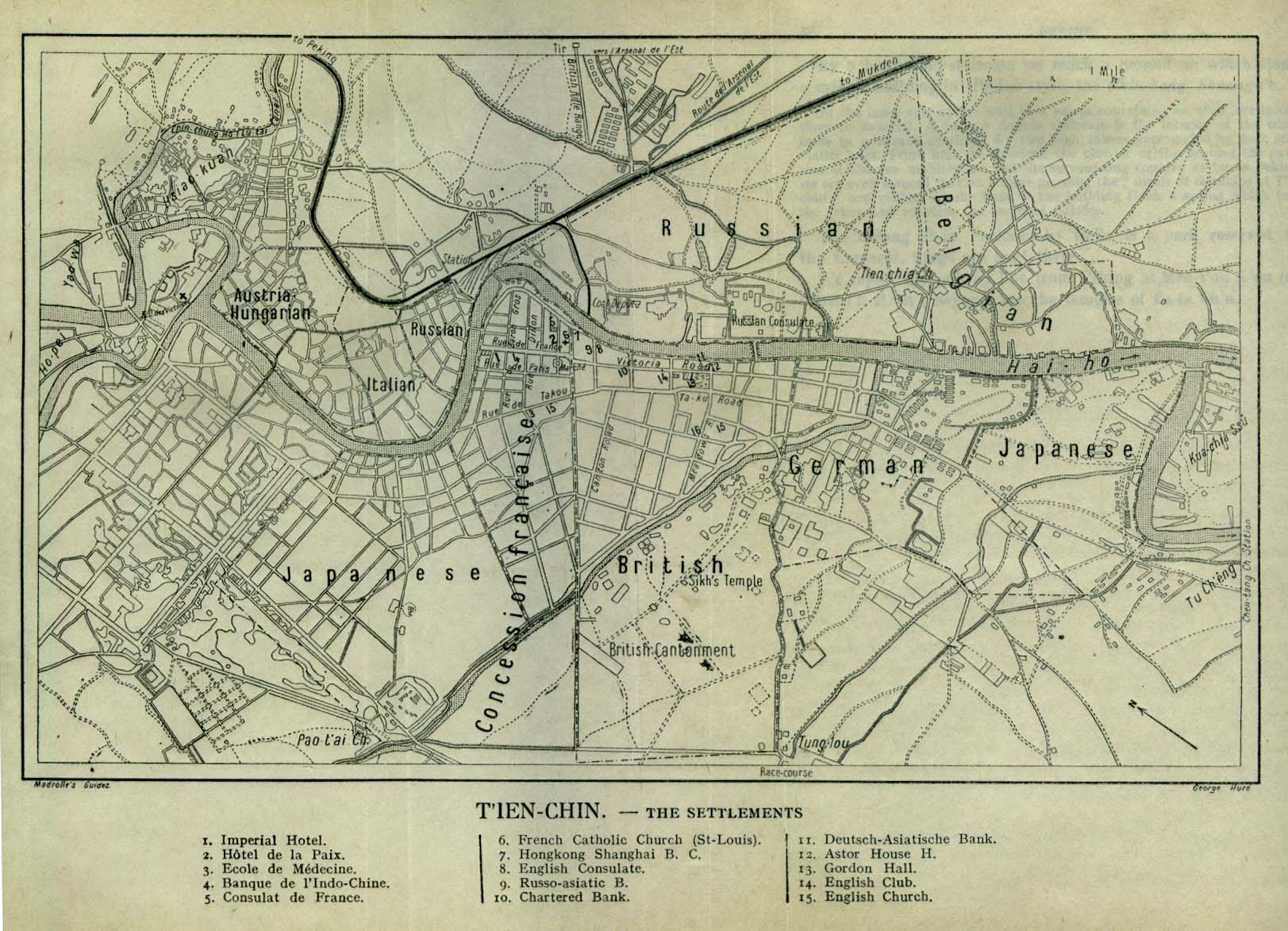
Mapa de 1912 con la Concesión italiana en Tianjin, entre la austríaca y la rusa

La Concesión tenía una población de 6.261 en 1935, incluyendo a 536 extranjeros. La Regia Marina tenía algunos buques estacionados en forma fija en Tianjin (llamada también Tientsin): las torpederas Lepanto y Carlotto.
Durante la Segunda Guerra Mundial hubo 600 tropas italianas estacionadas en Tianjin por el lado del Eje, bajo el control del cónsul Ferruccio Stefenelli. No obstante, tras la rendición de Italia ante los Aliados en 1943 y una imposible defensa militar de pocos días, la concesión fue ocupada por el Ejército Imperial Japonés. Más adelante ese mismo año, la República Social Italiana de Mussolini, entregó el control de la concesión al Gobierno nacionalista de Nankín. 
Al igual que la República Social Italiana, el gobierno chino de Nankín, patrocinado por los japoneses, era un gobierno títere, y el traspaso no fue reconocido por el Reino de Italia, la República de China o la mayoría de los miembros de la Sociedad de las Naciones. El gobierno de Nakín cayó con la derrota de Japón.
El 10 de febrero de 1947, en virtud del tratado de paz con Italia, la concesión Italiana en Tianjín fue formalmente cedida por Italia a la República de China de Chíang Kai-shek (junto con las pequeñas áreas comerciales de Pekín, Hankou, Amoy y Shanghái).
Actualmente en los terrenos de lo que fuera la Concesión ha sido retructurado un "Quartiere italiano" (barrio italiano), para promover el turismo.

## Galería fotográfica contemporánea

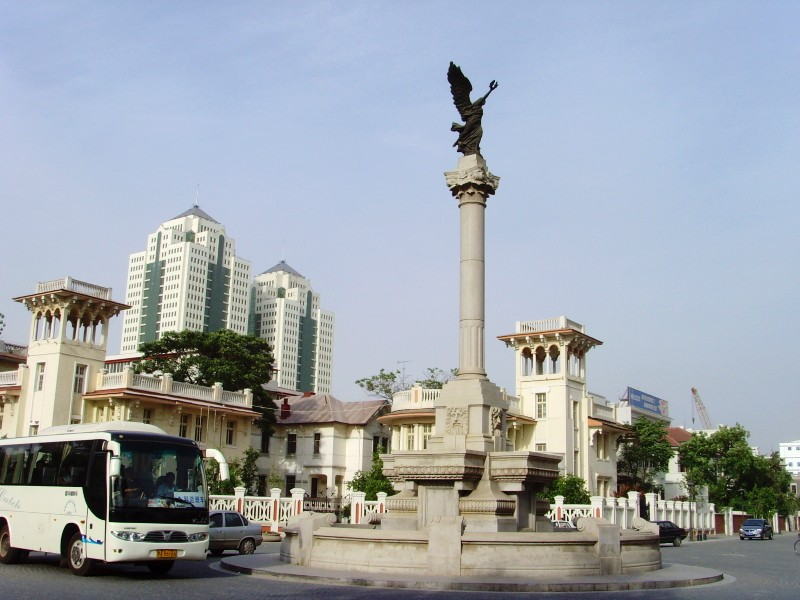
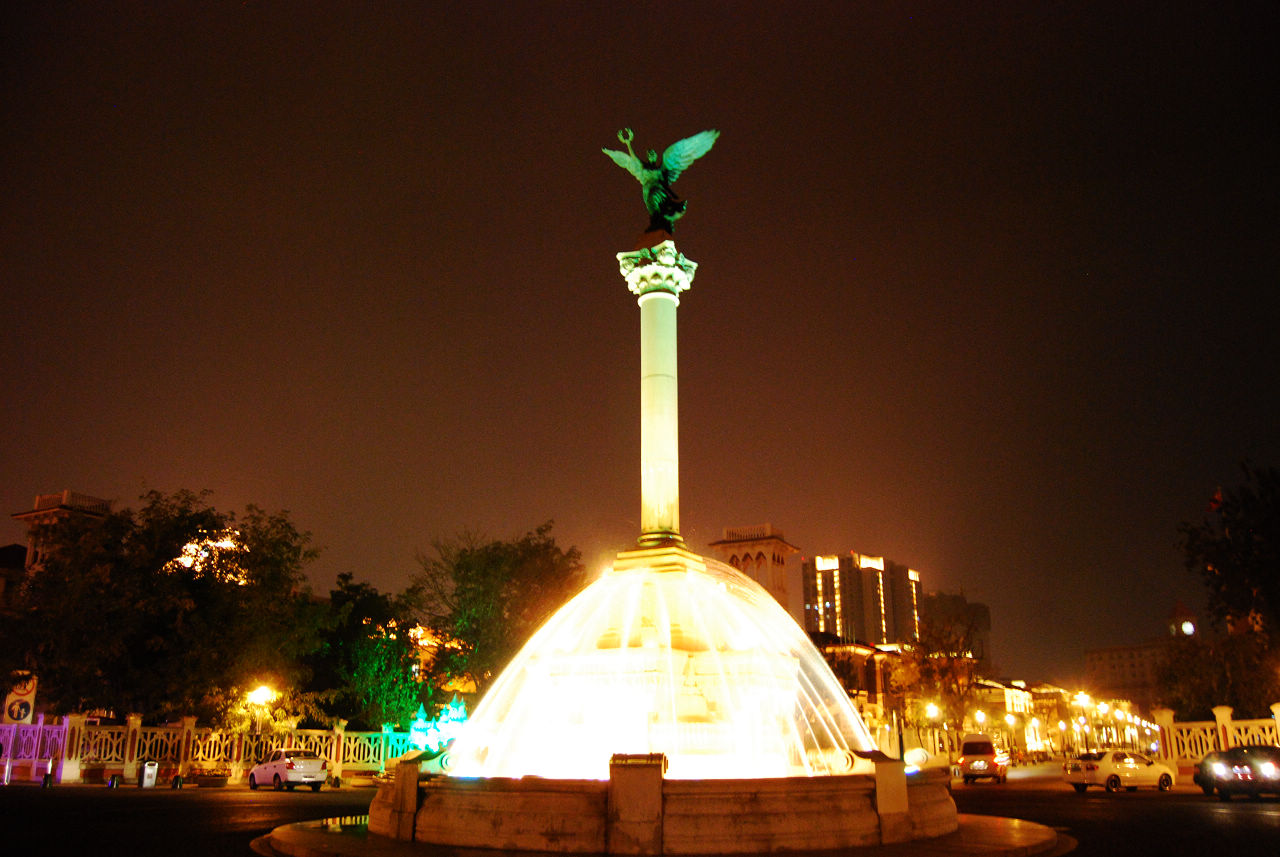
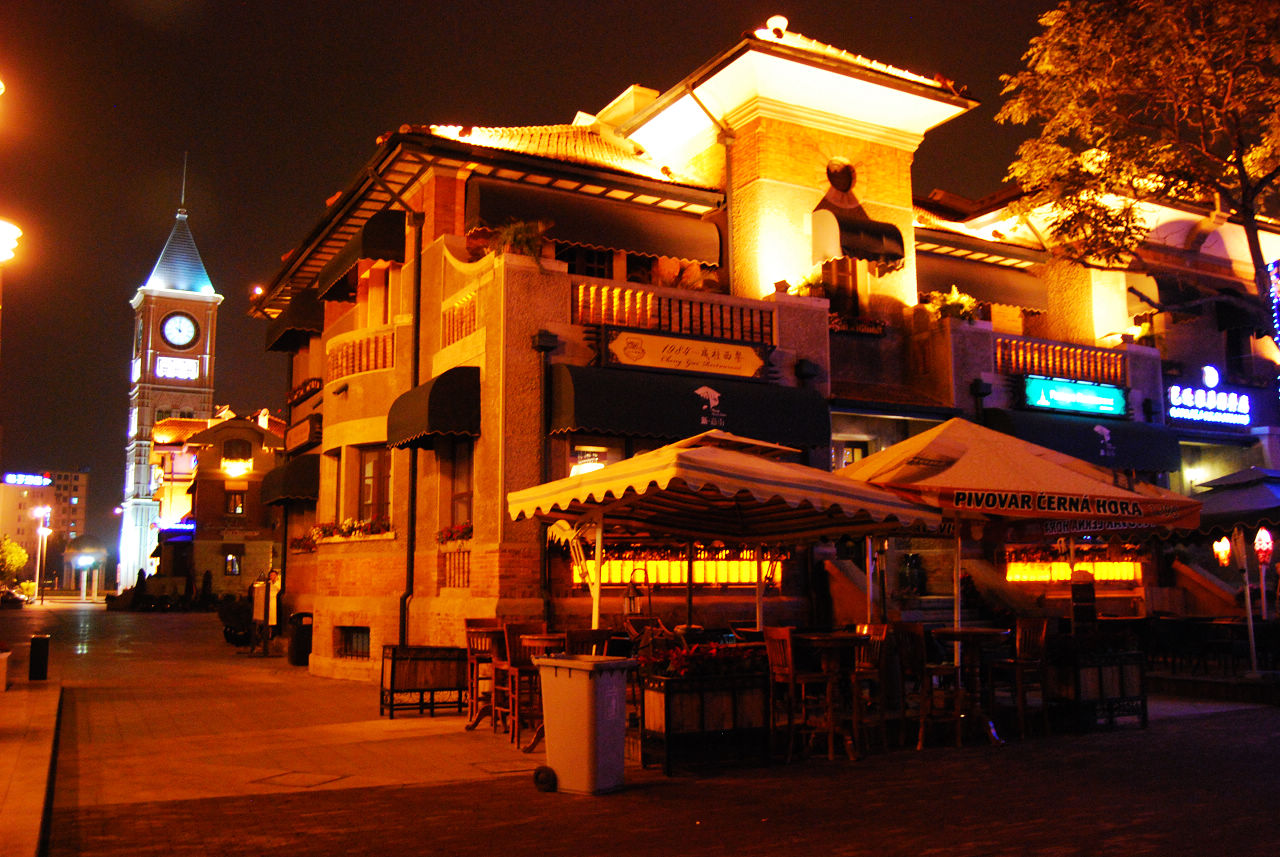
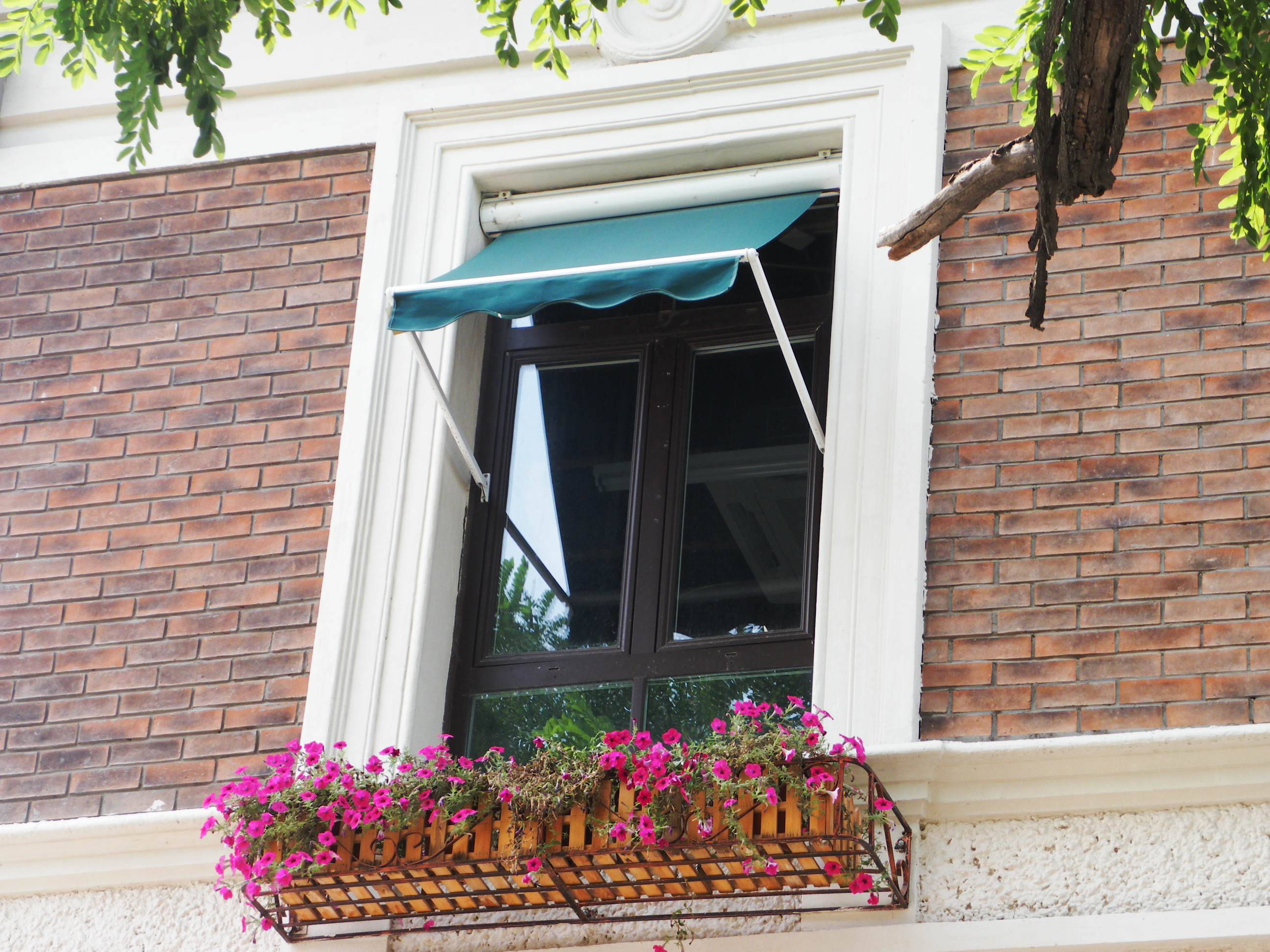
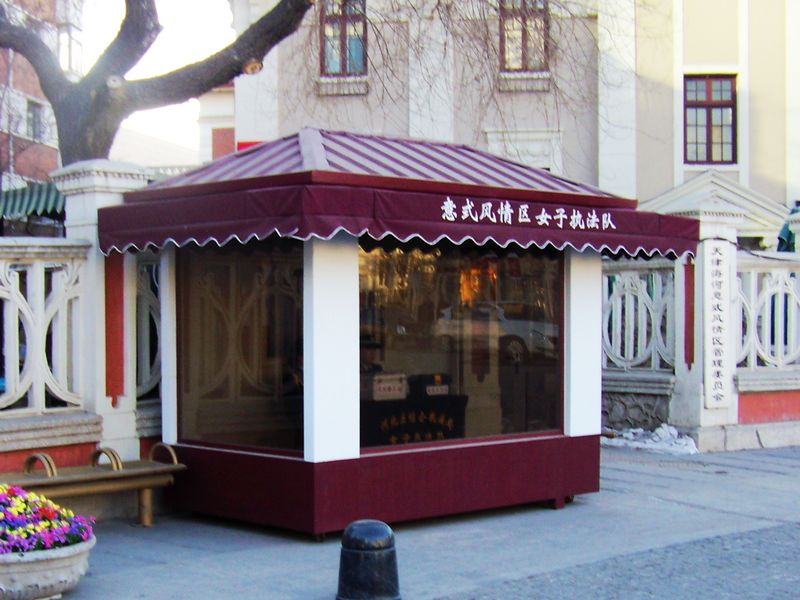
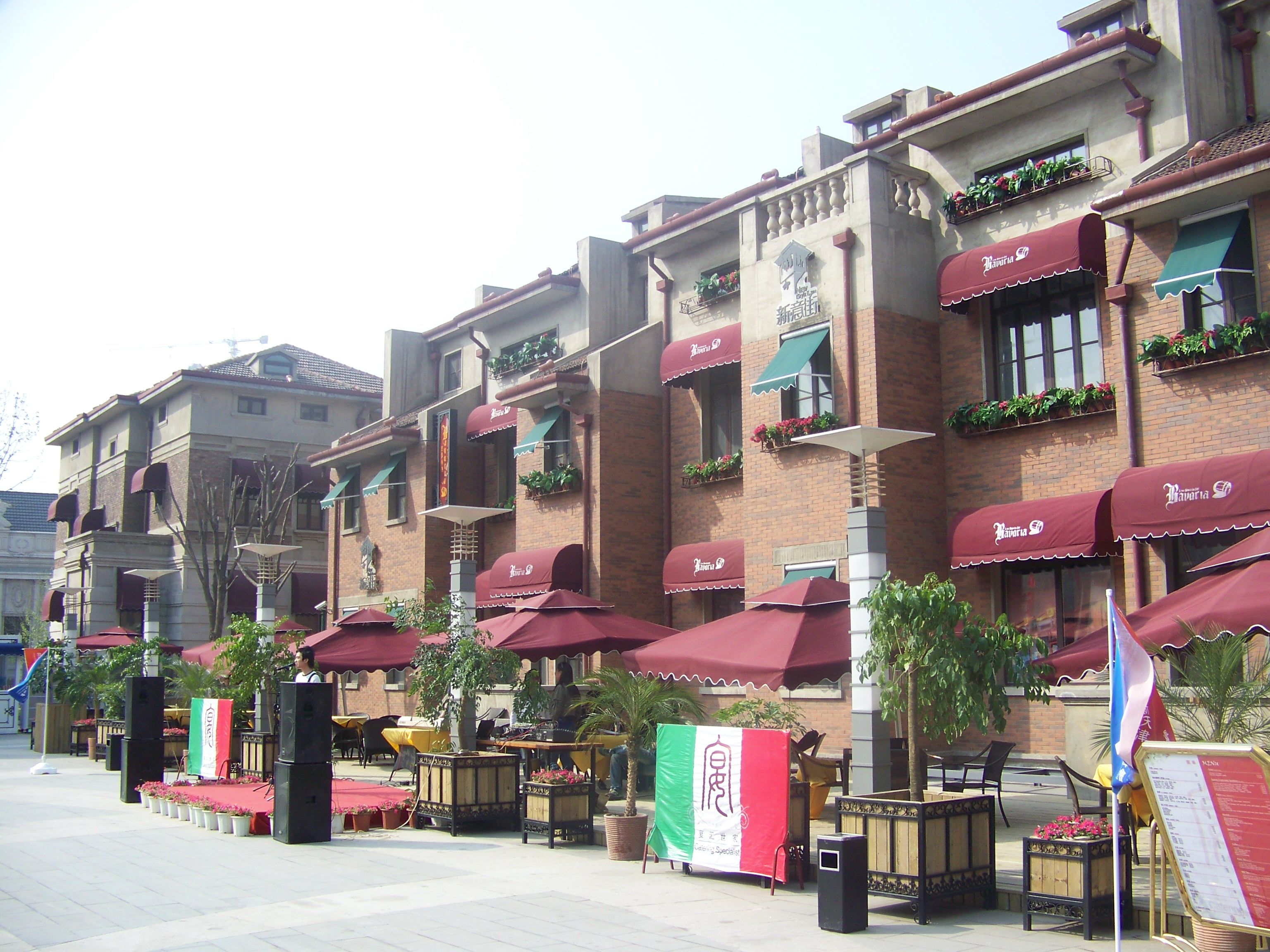
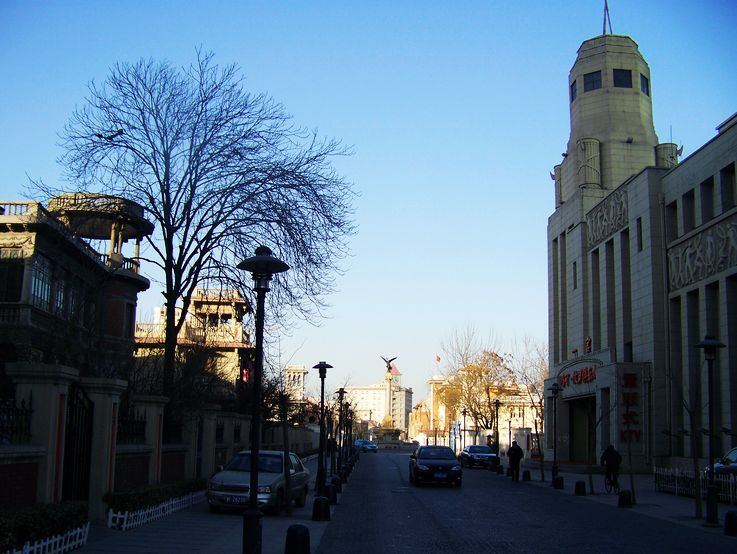
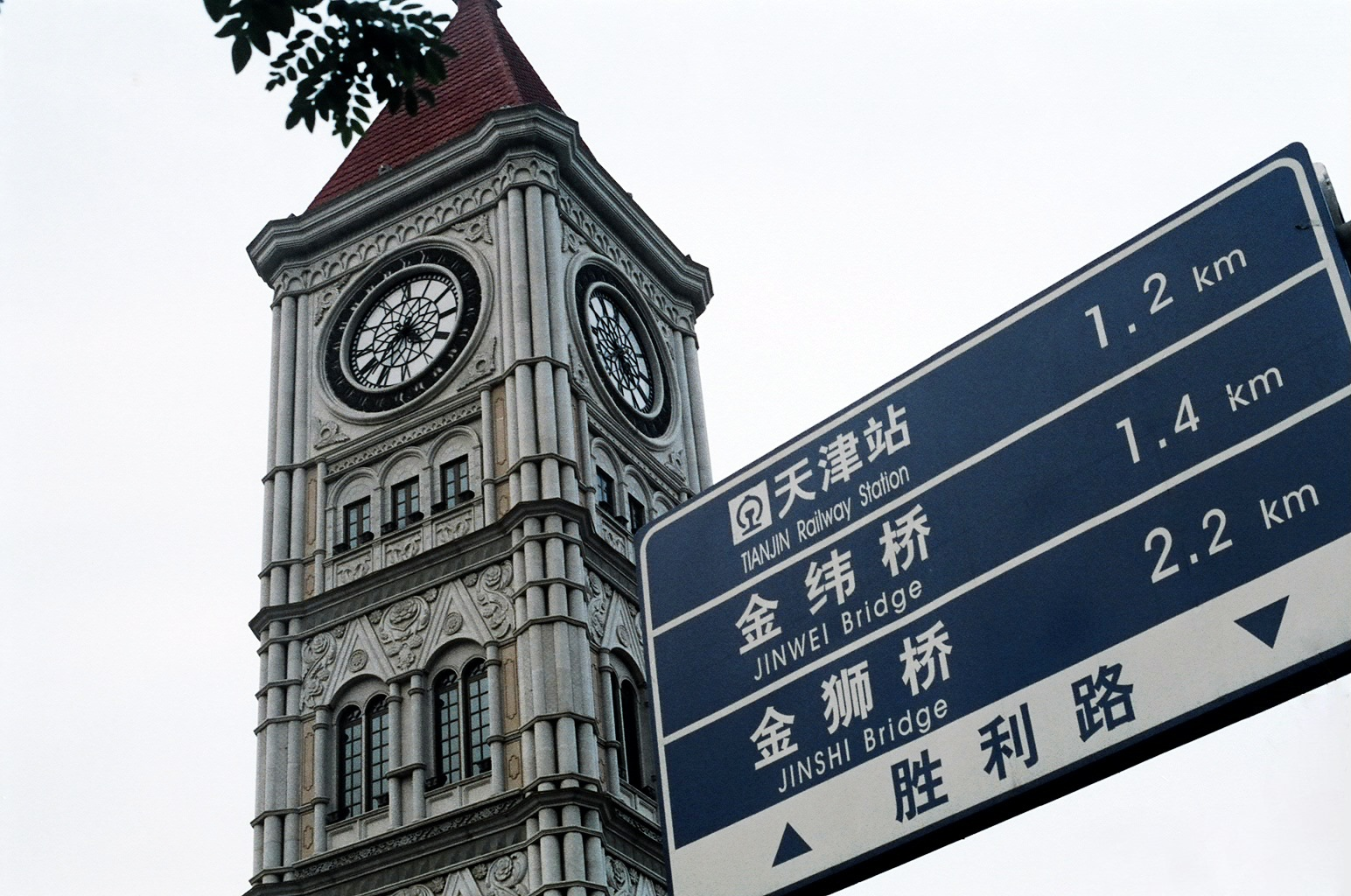
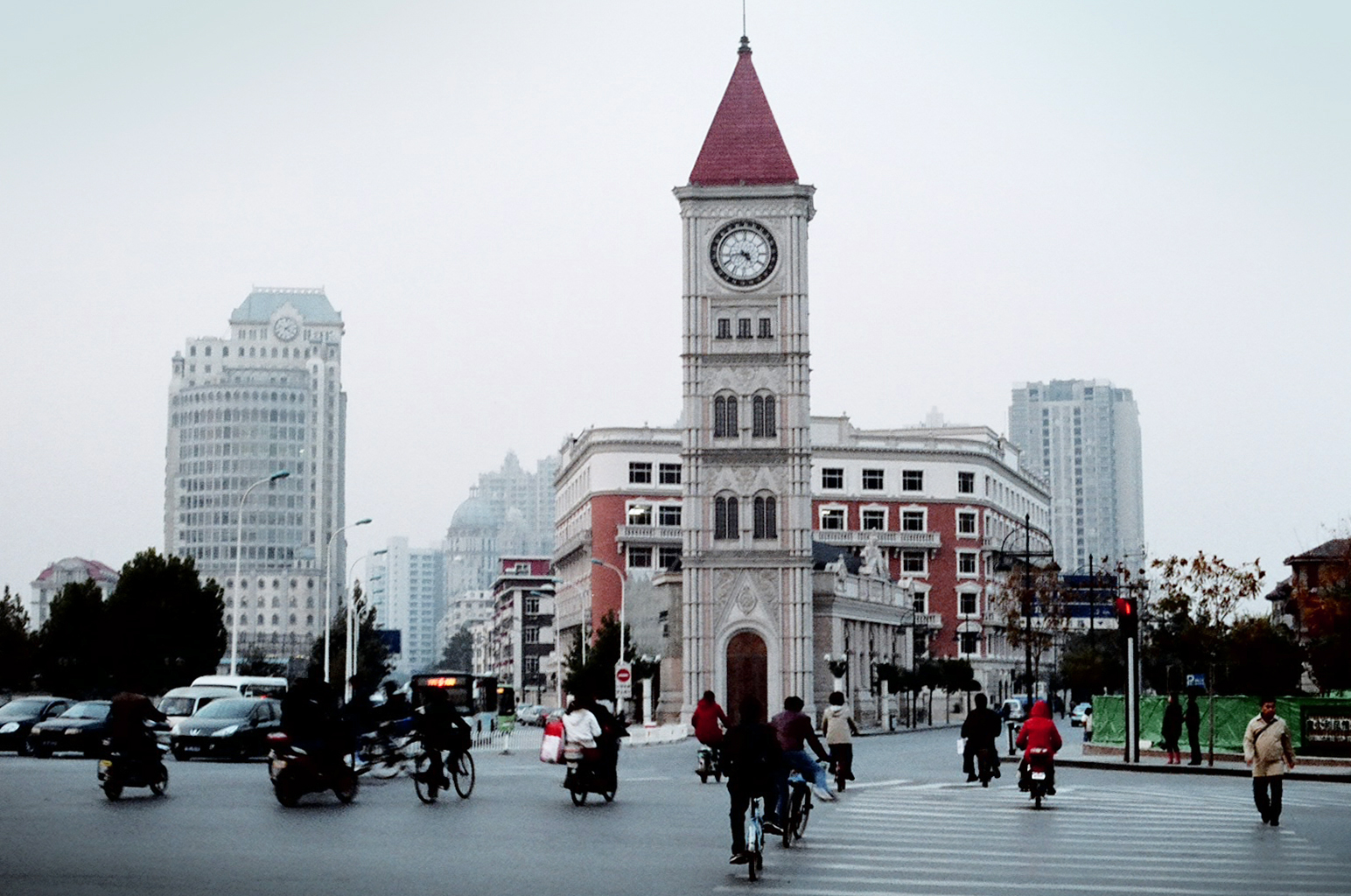
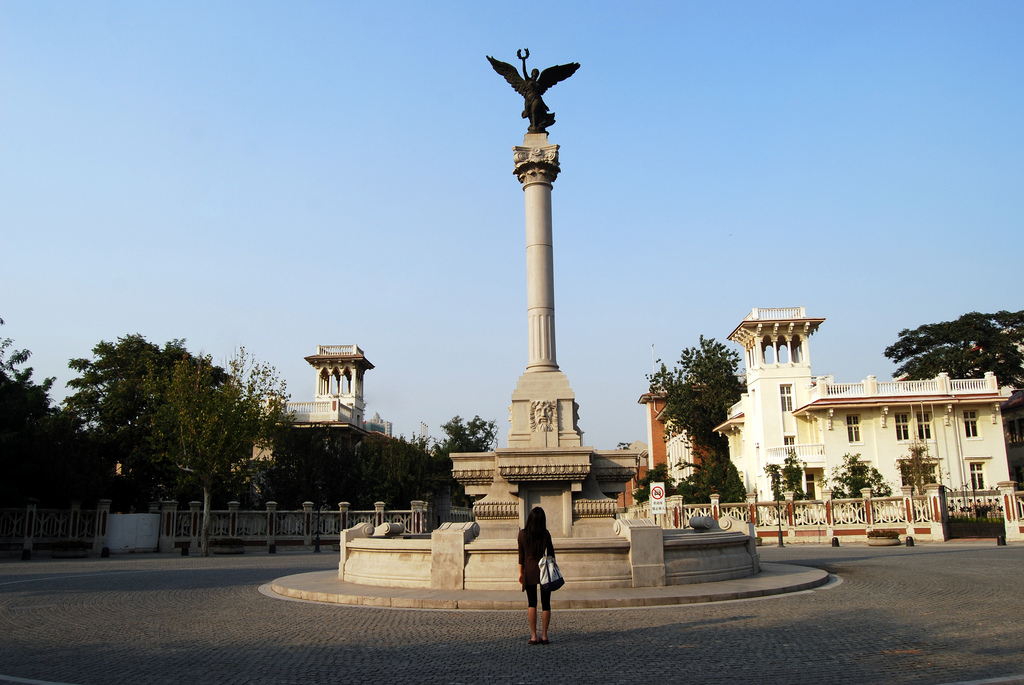
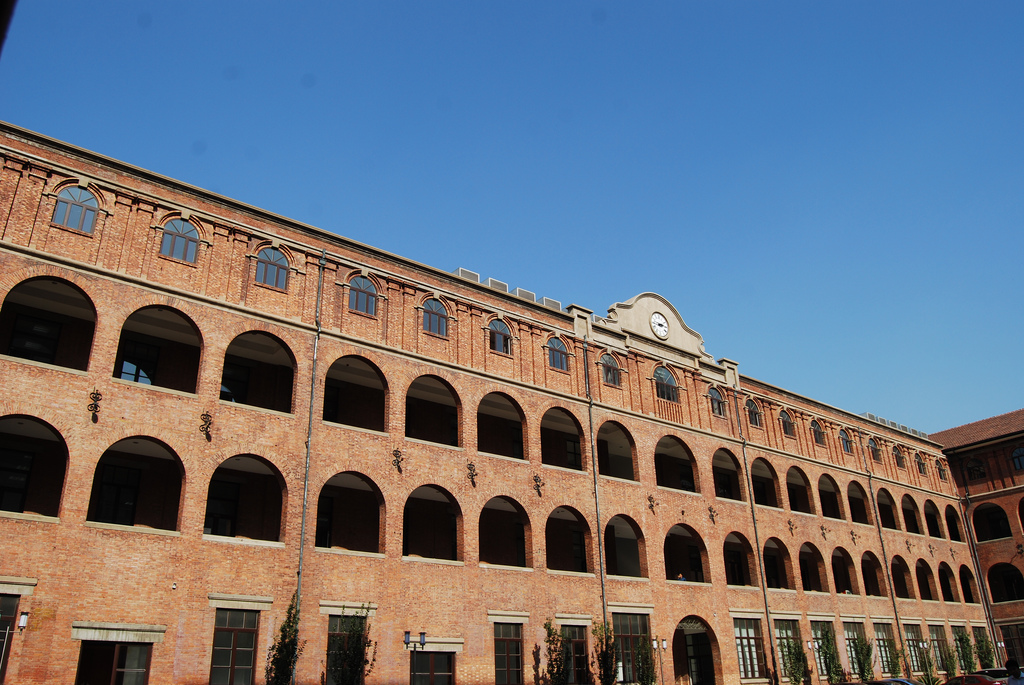
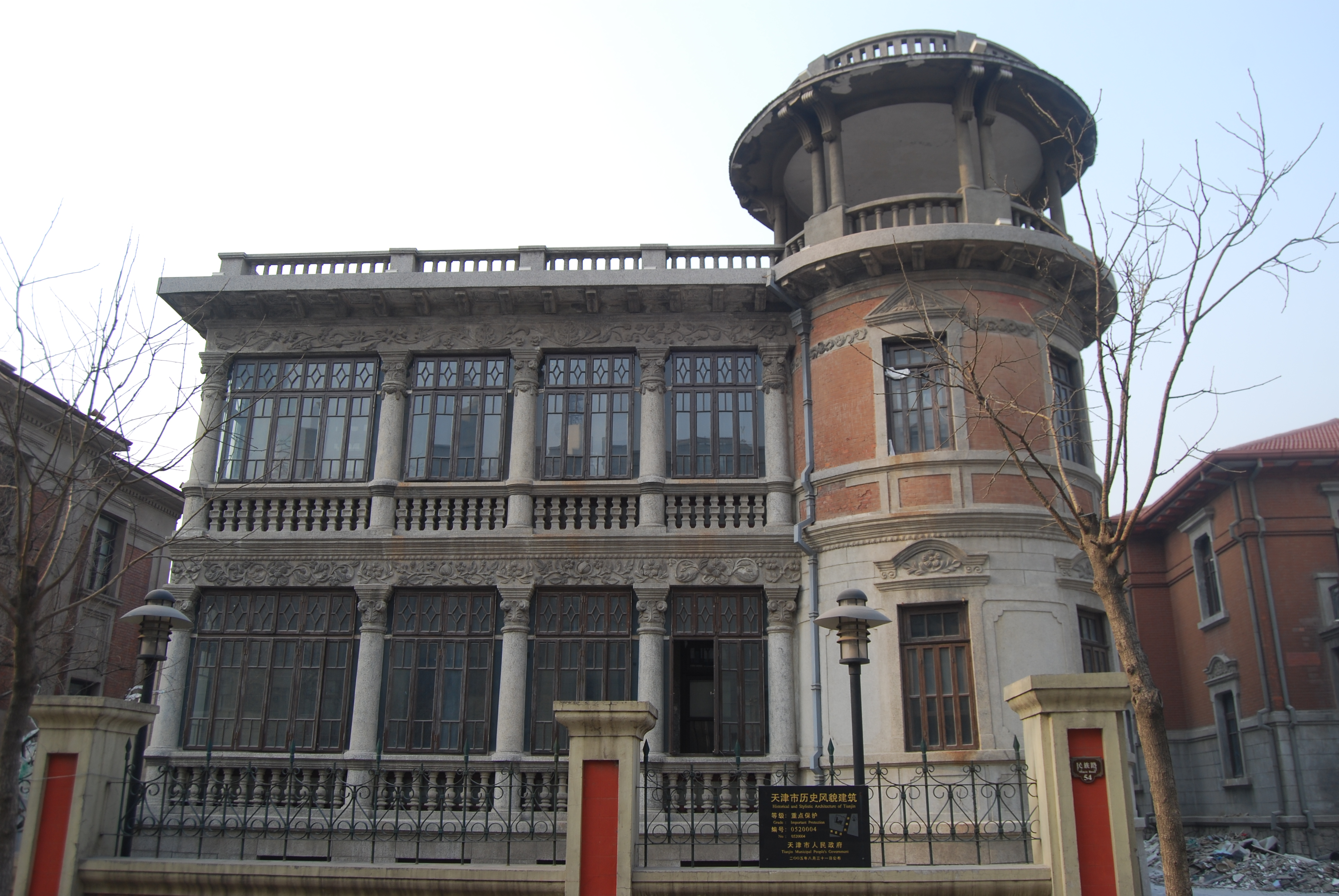
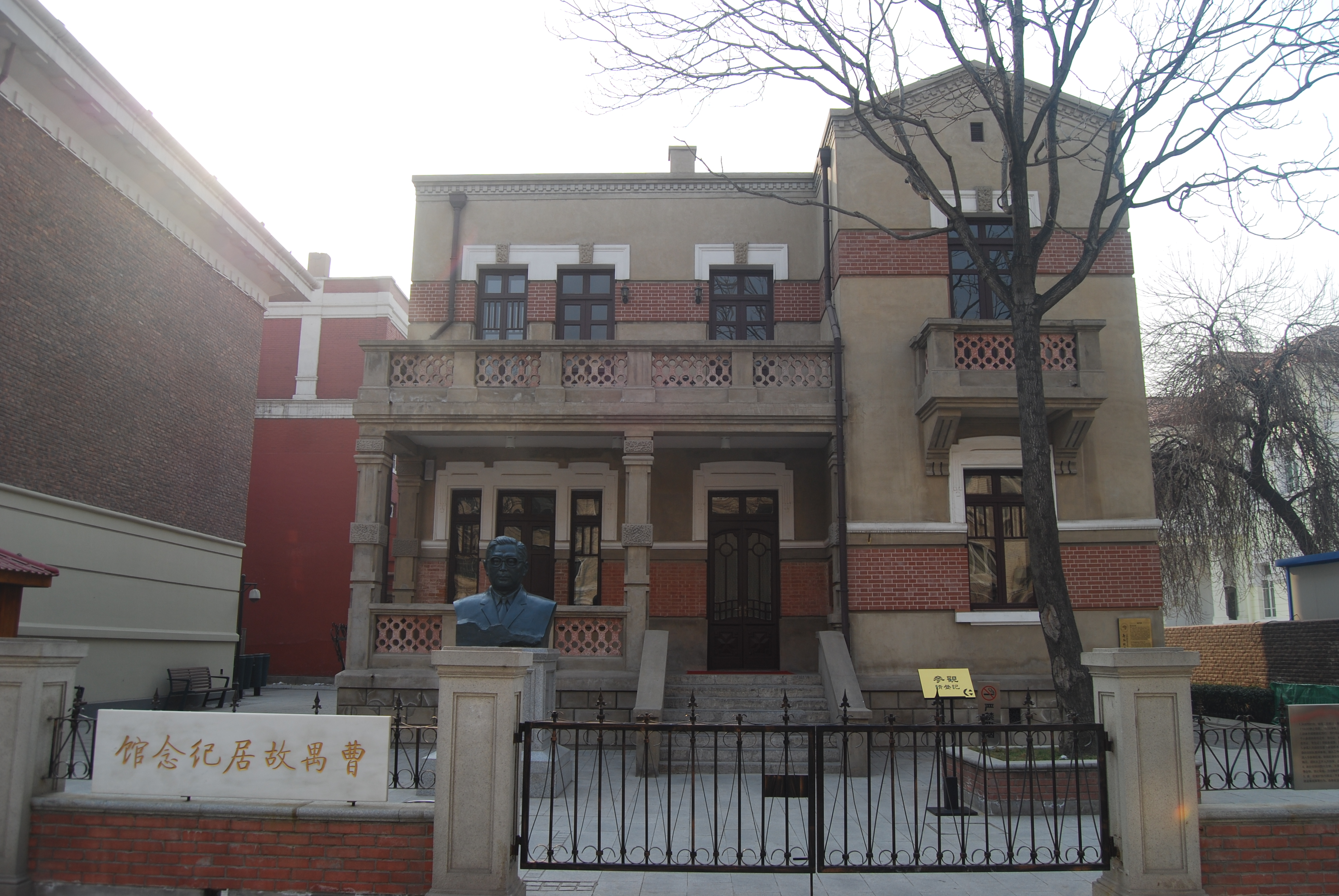
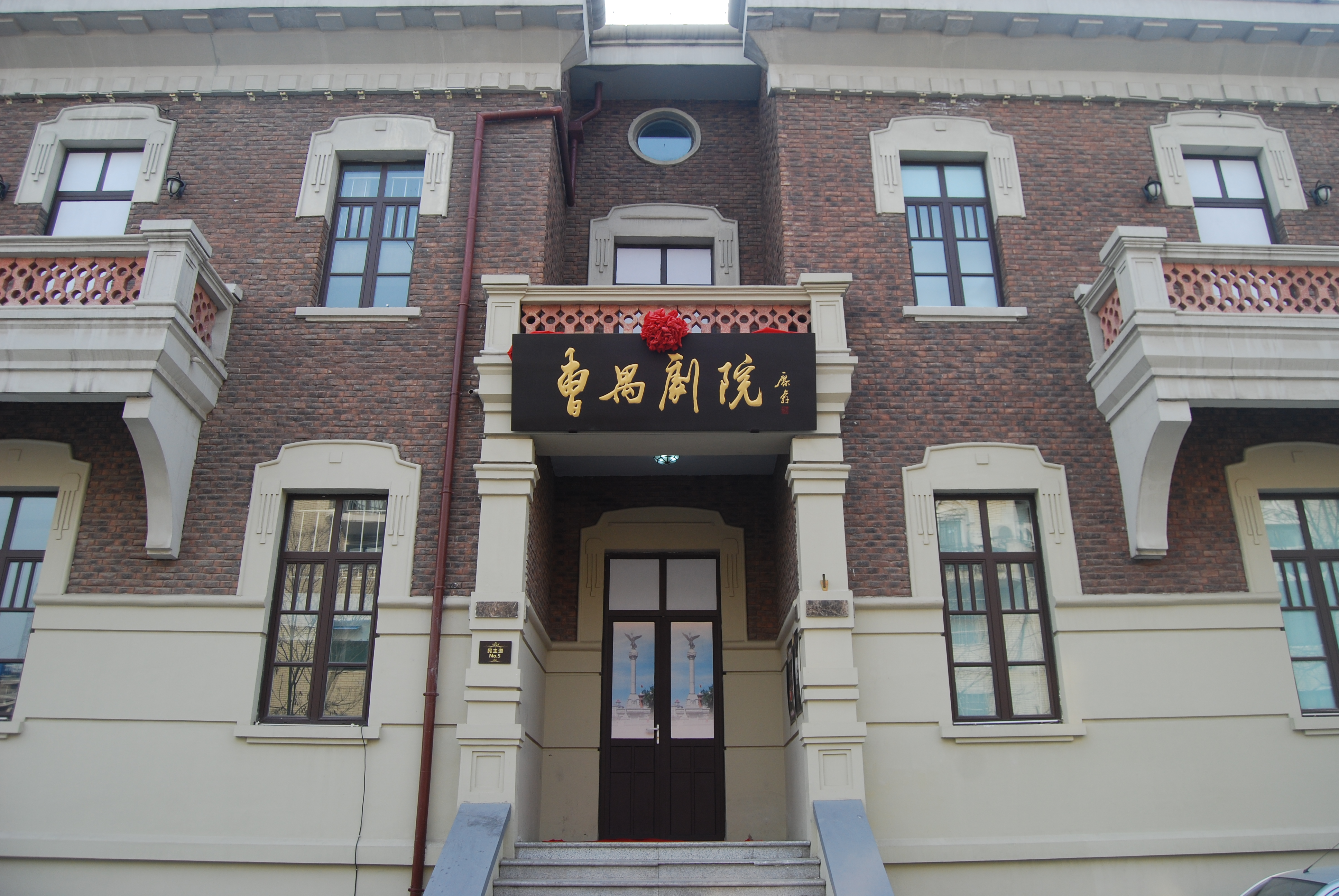
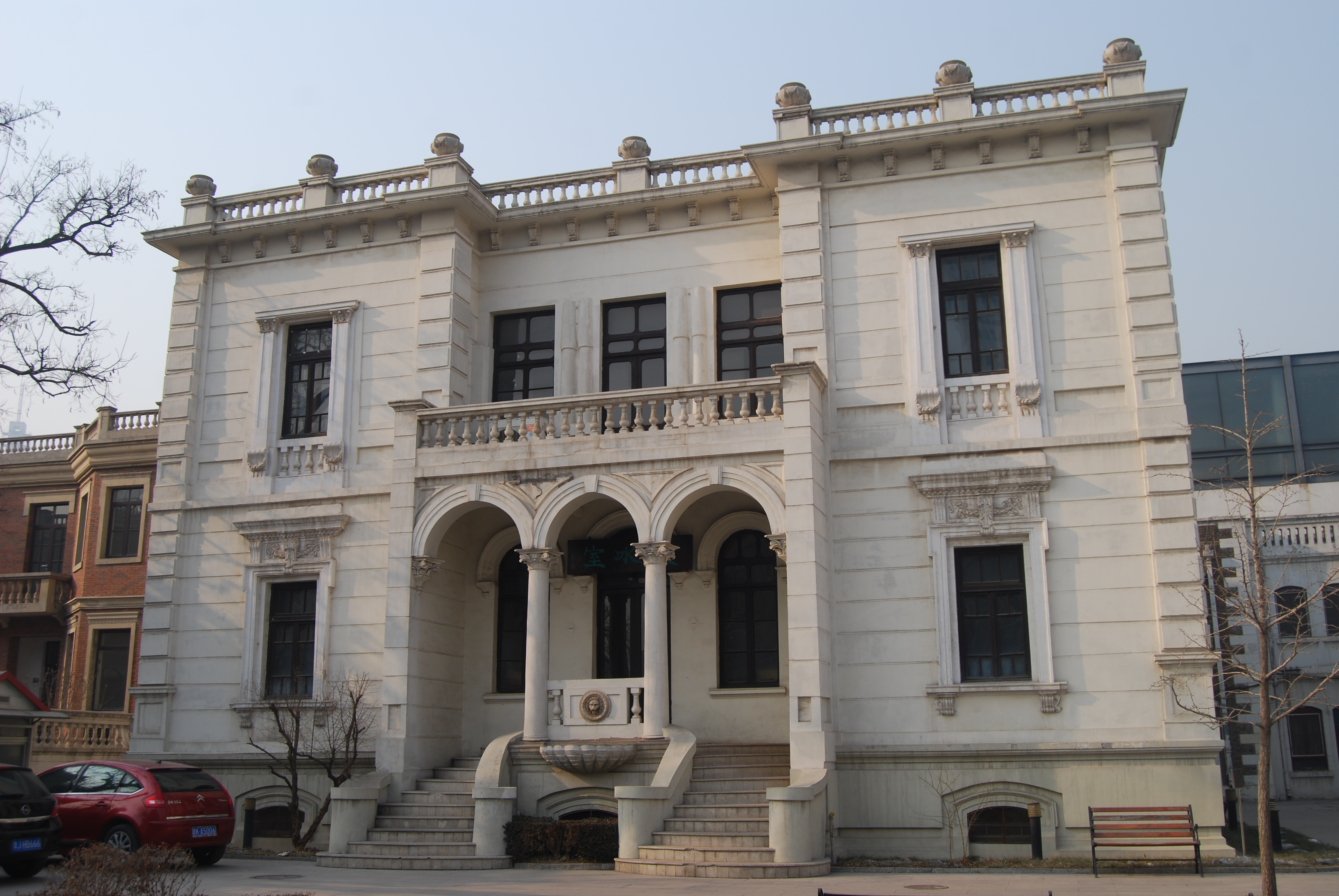
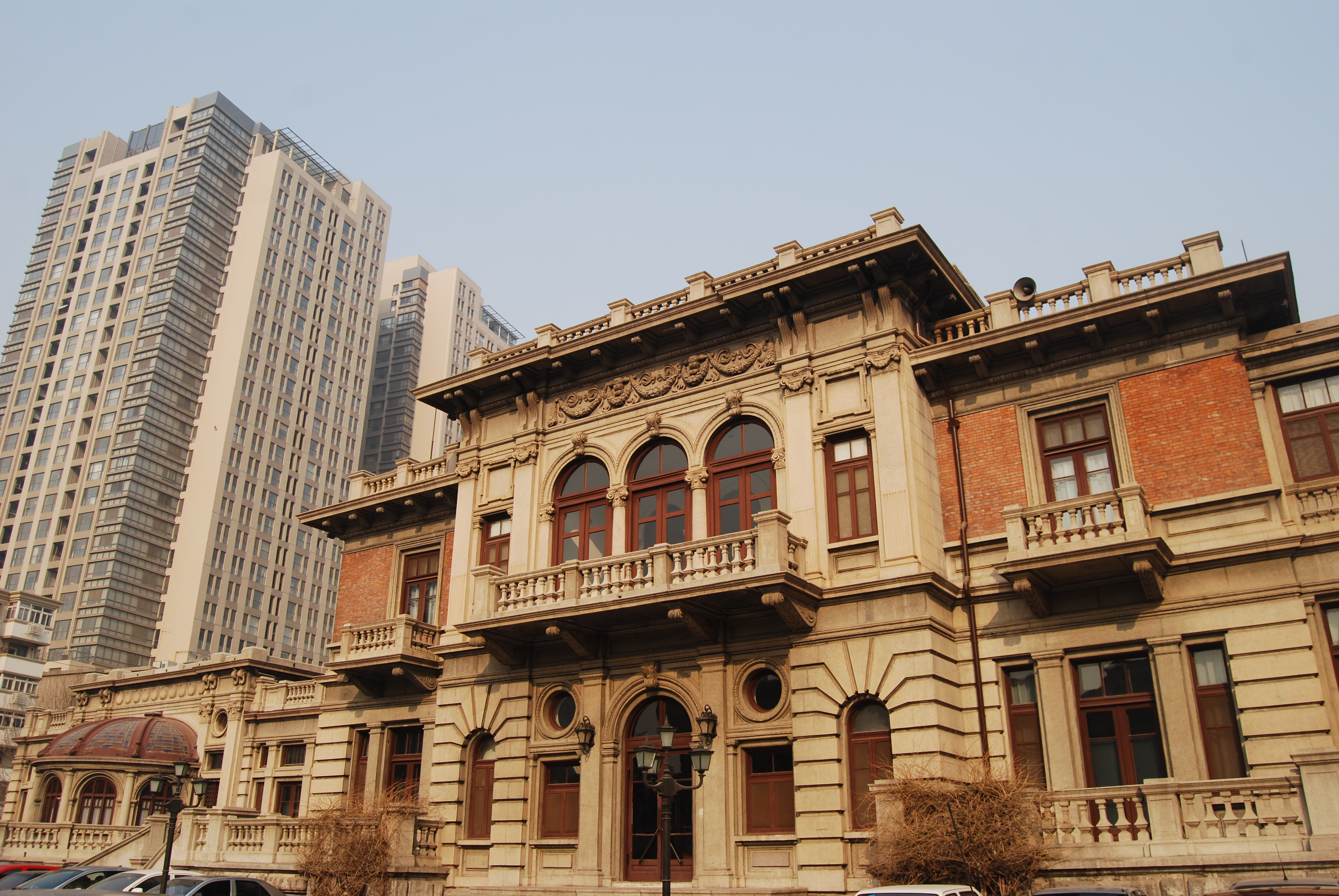
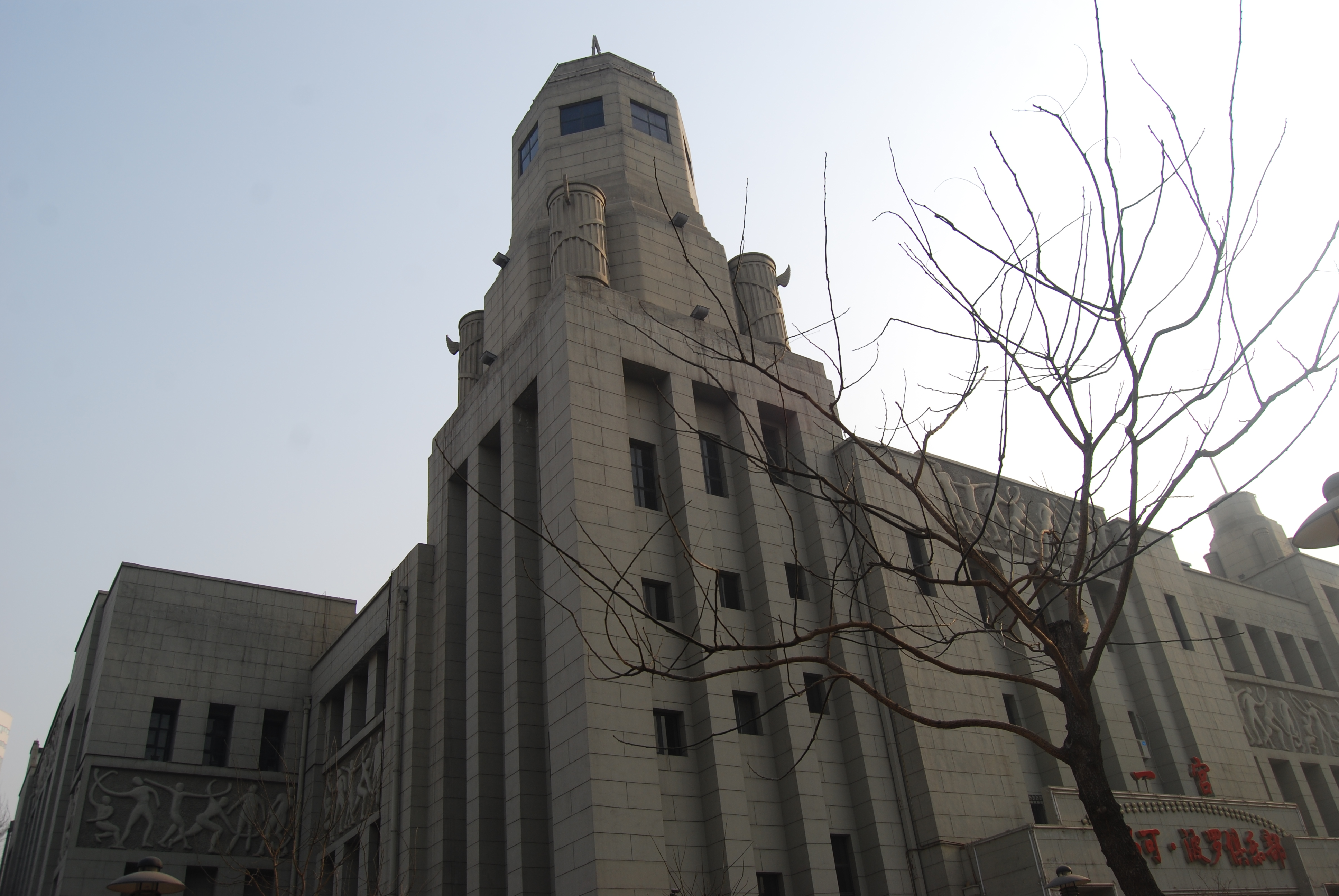
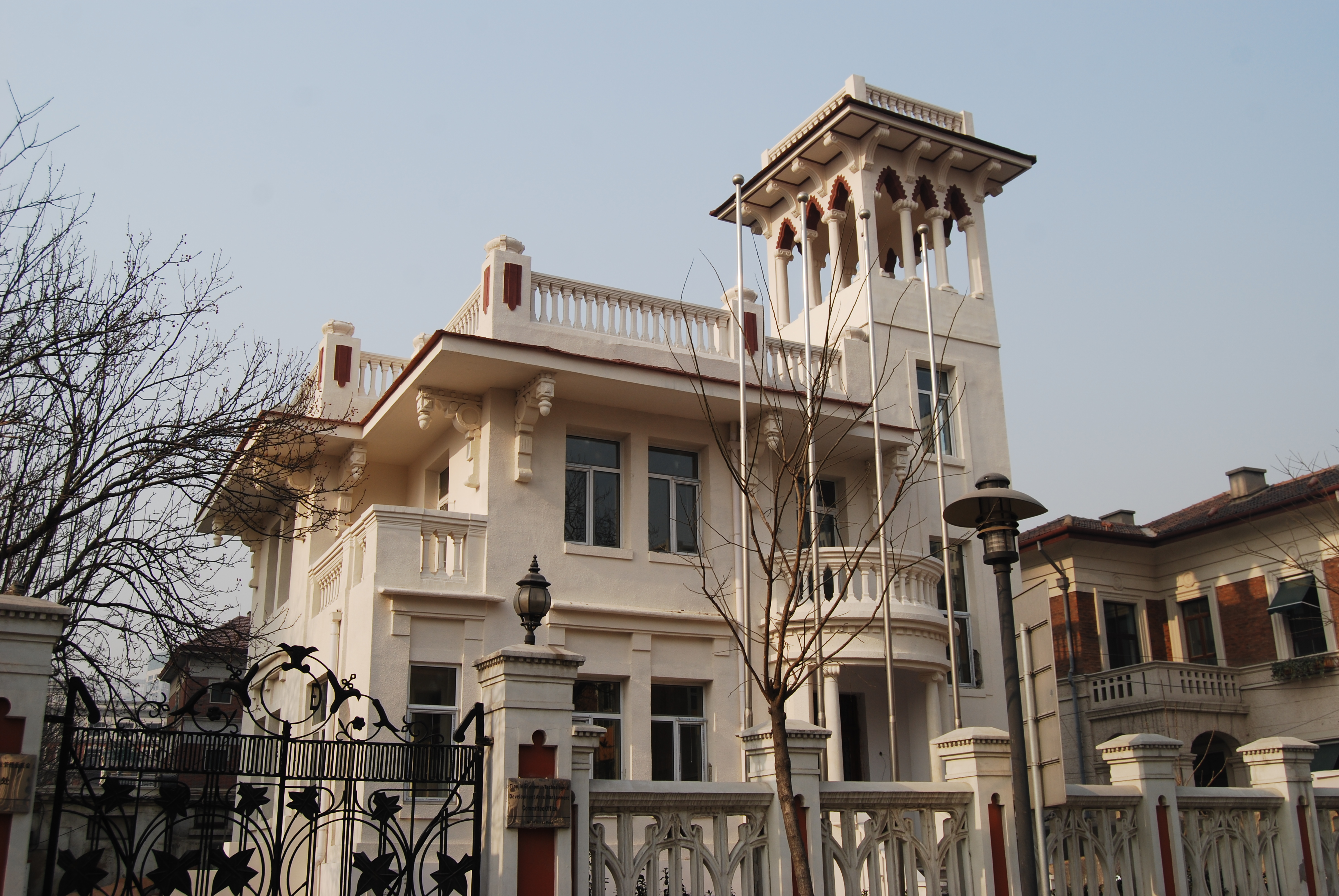
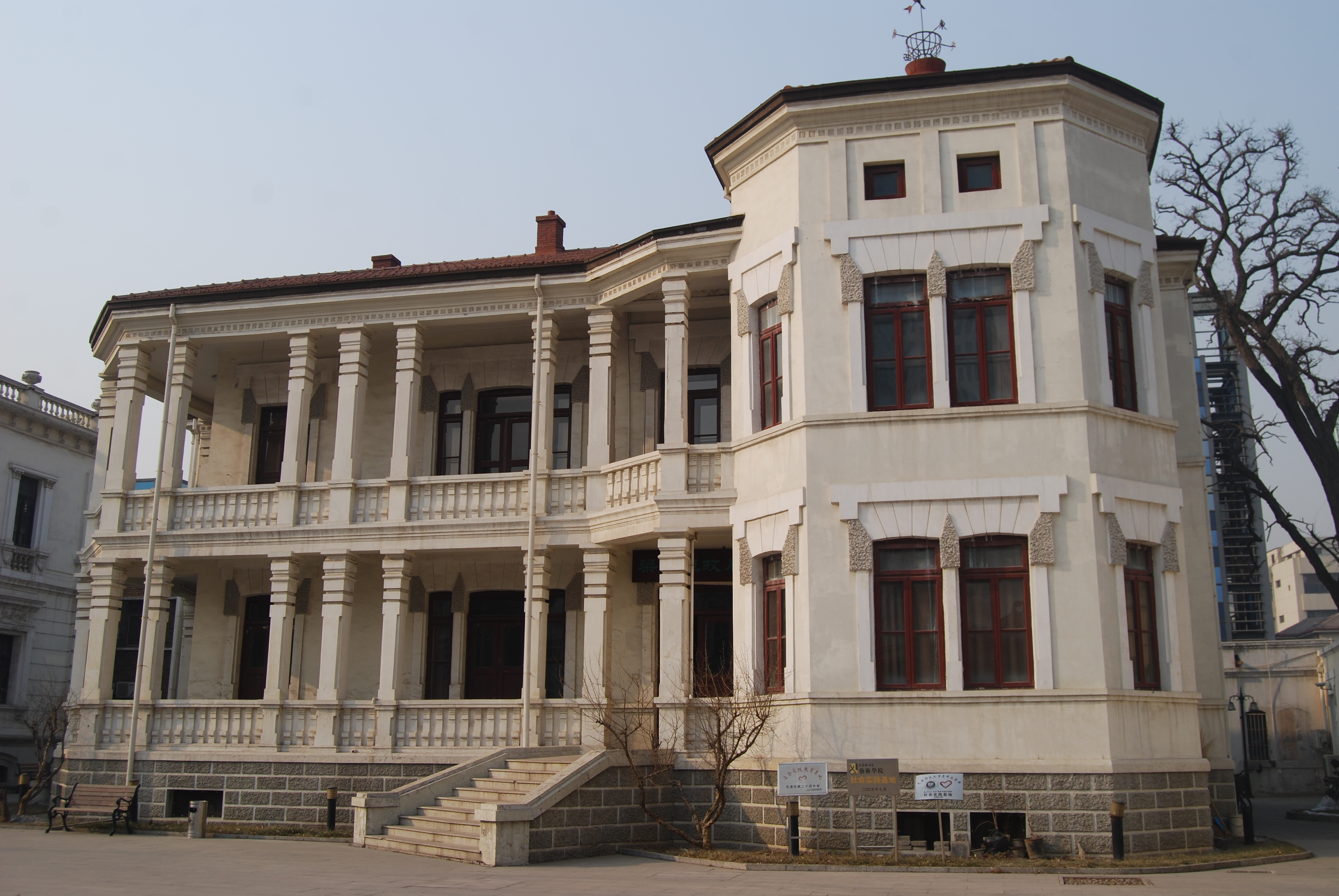
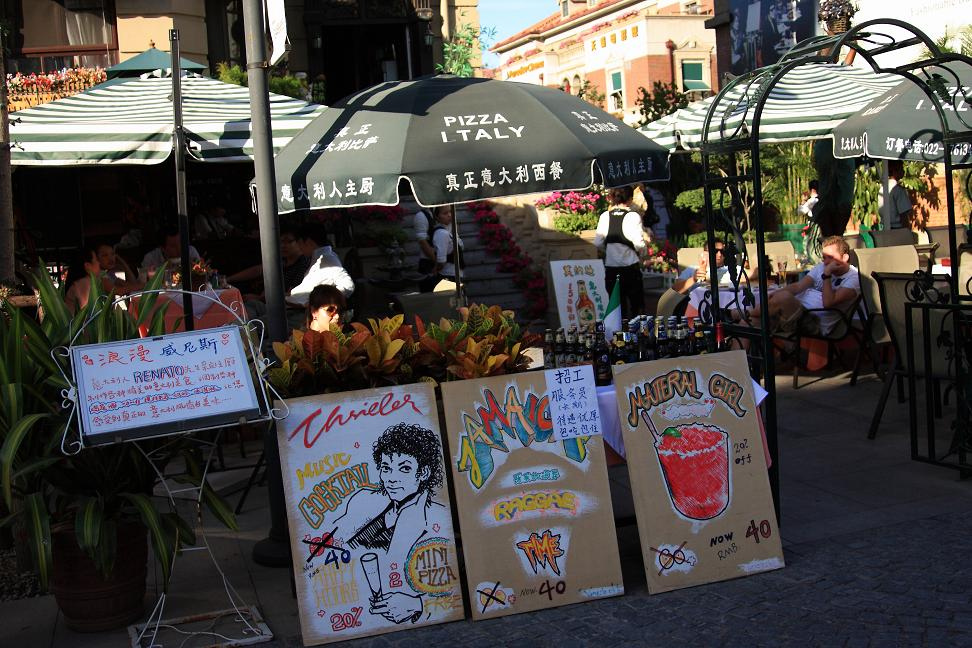
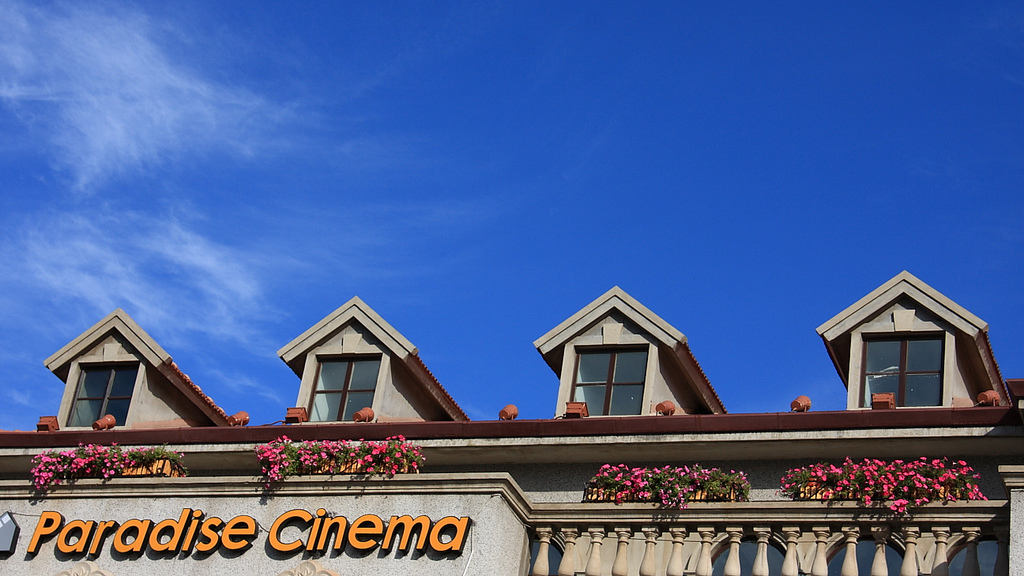
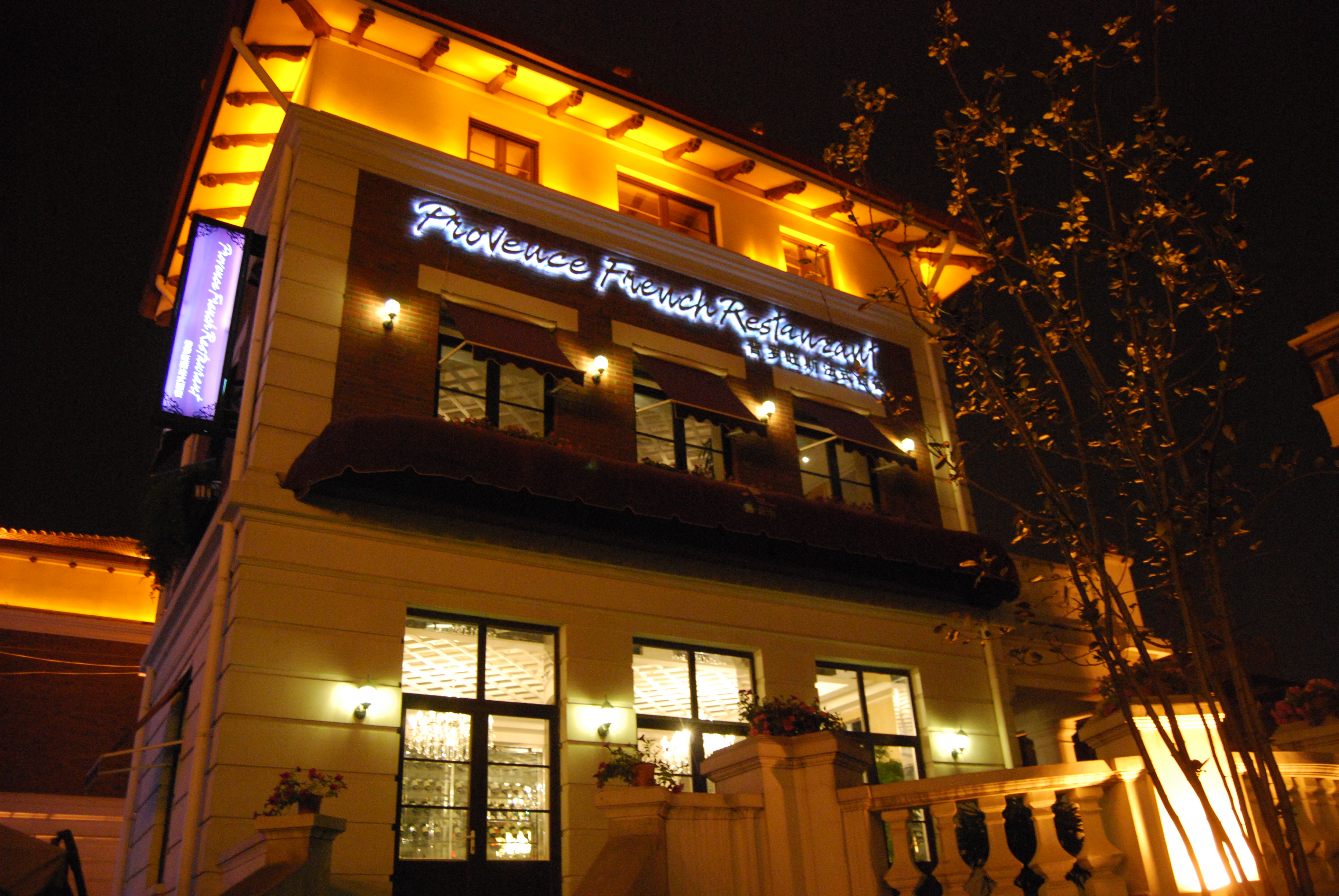
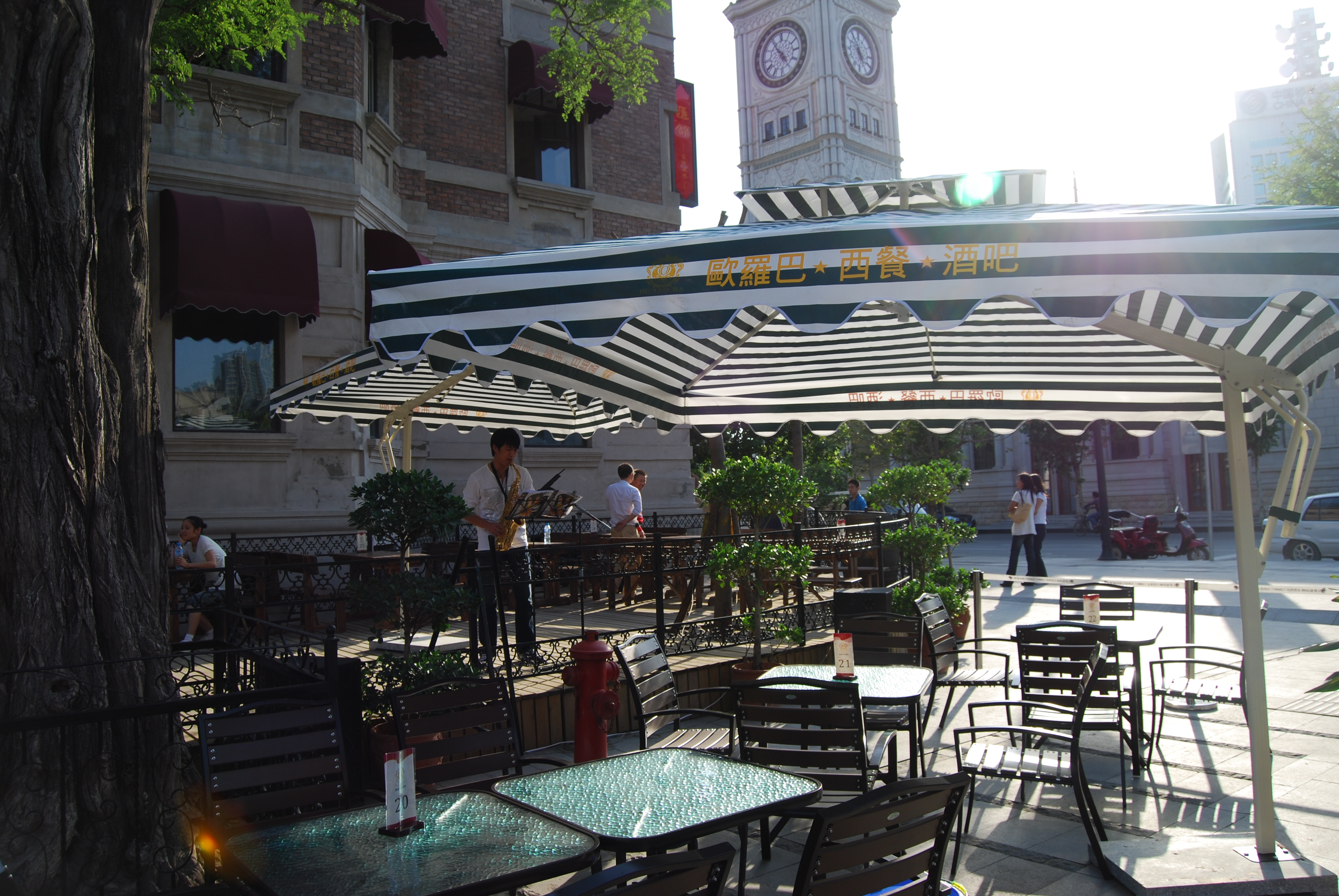
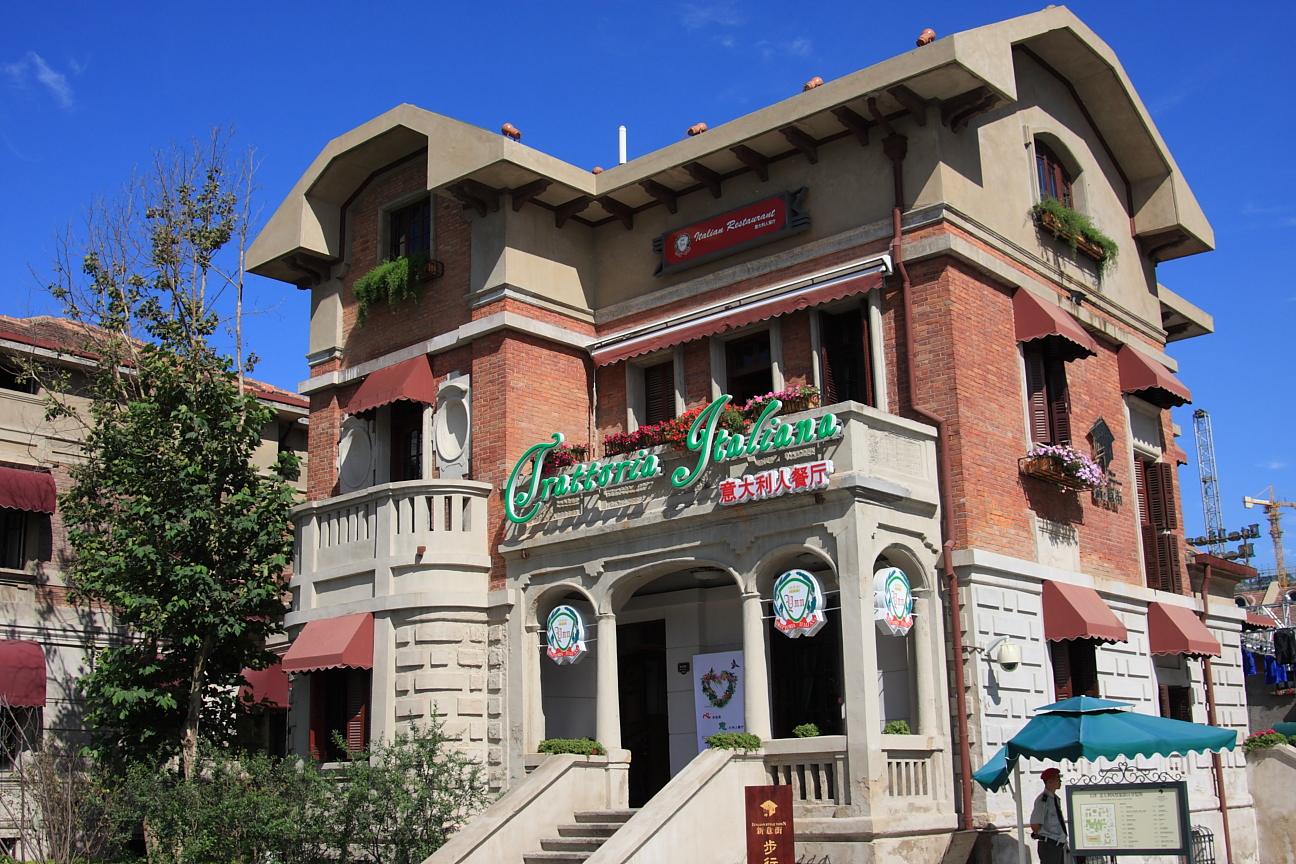
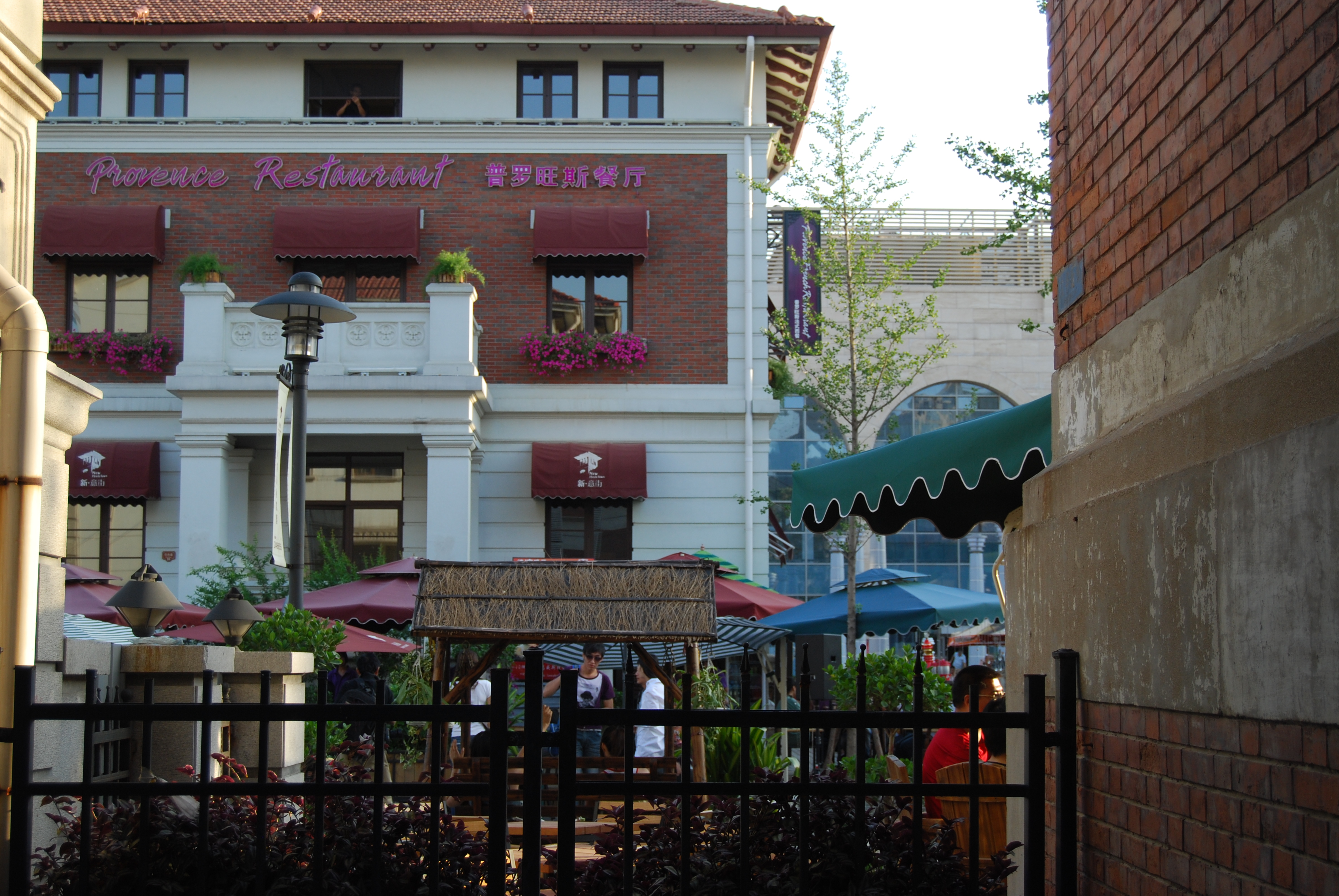
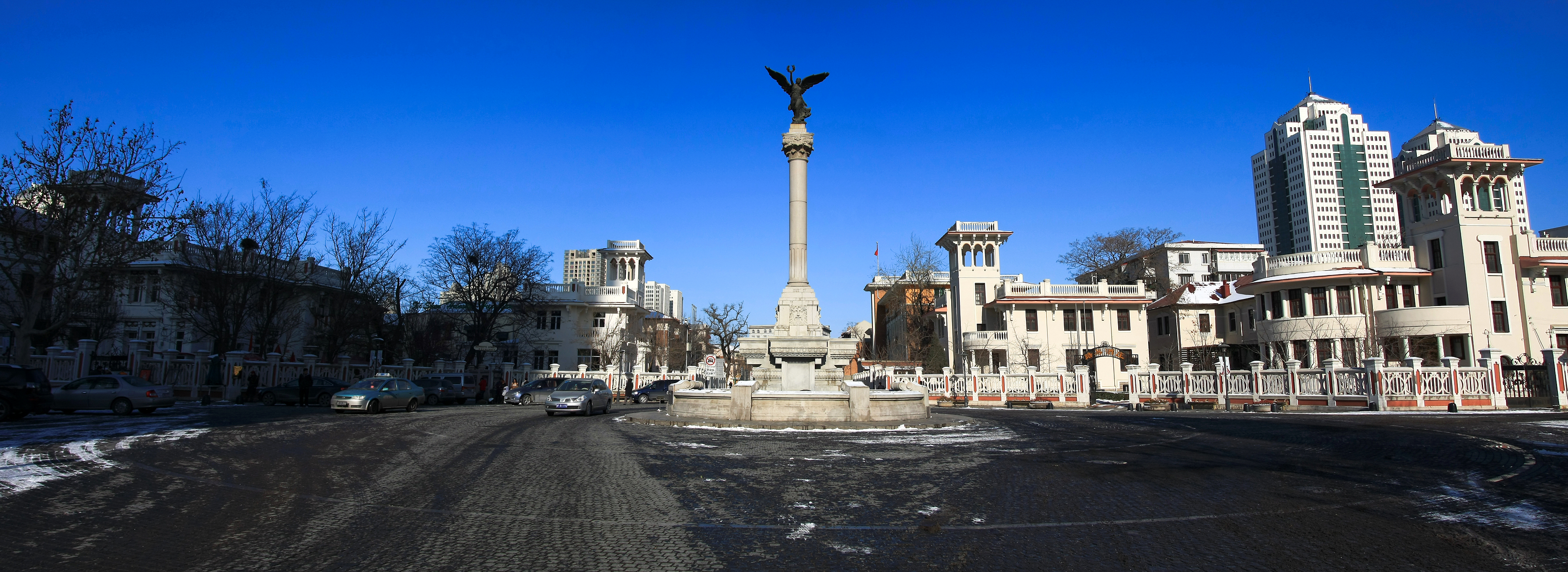
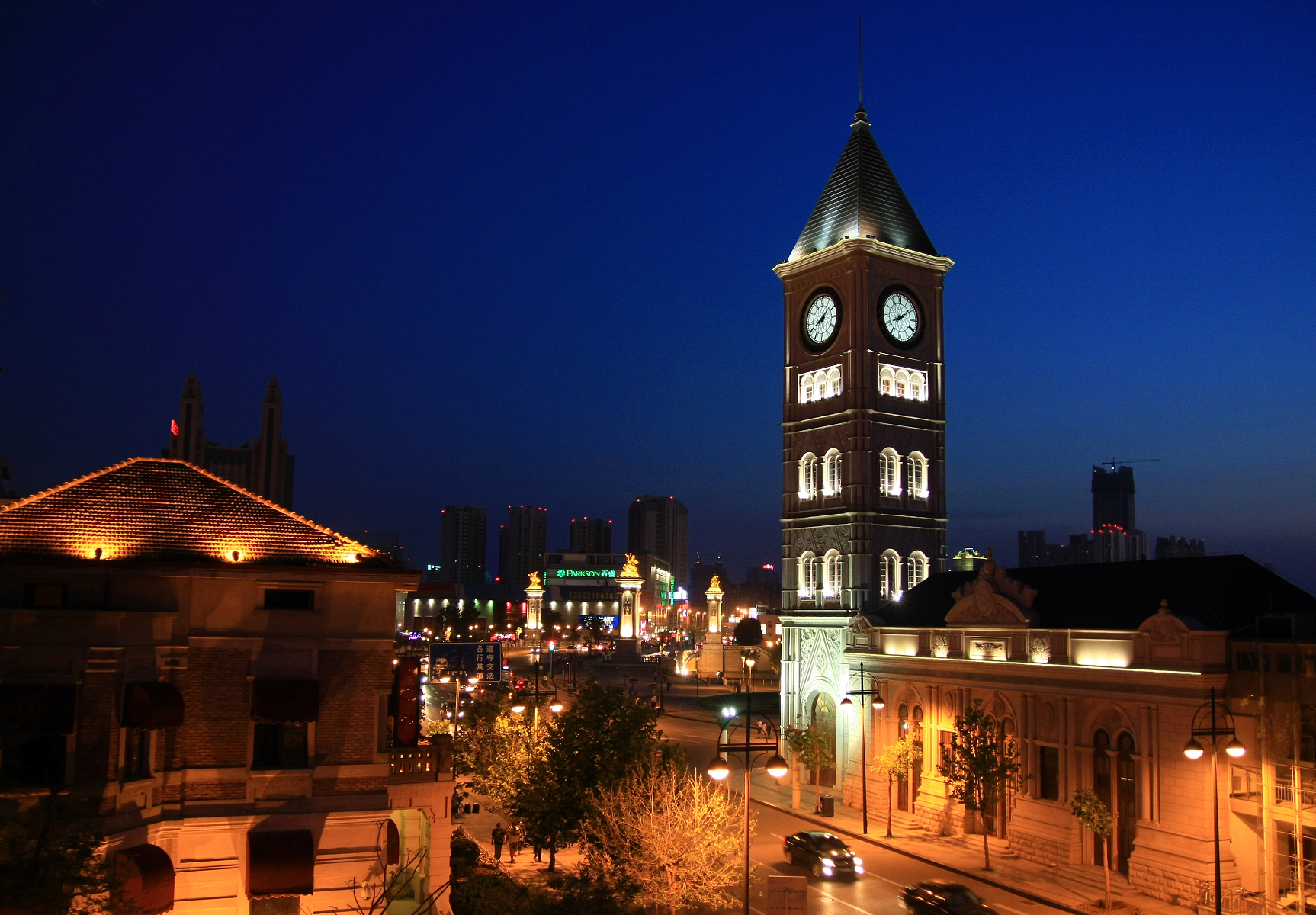
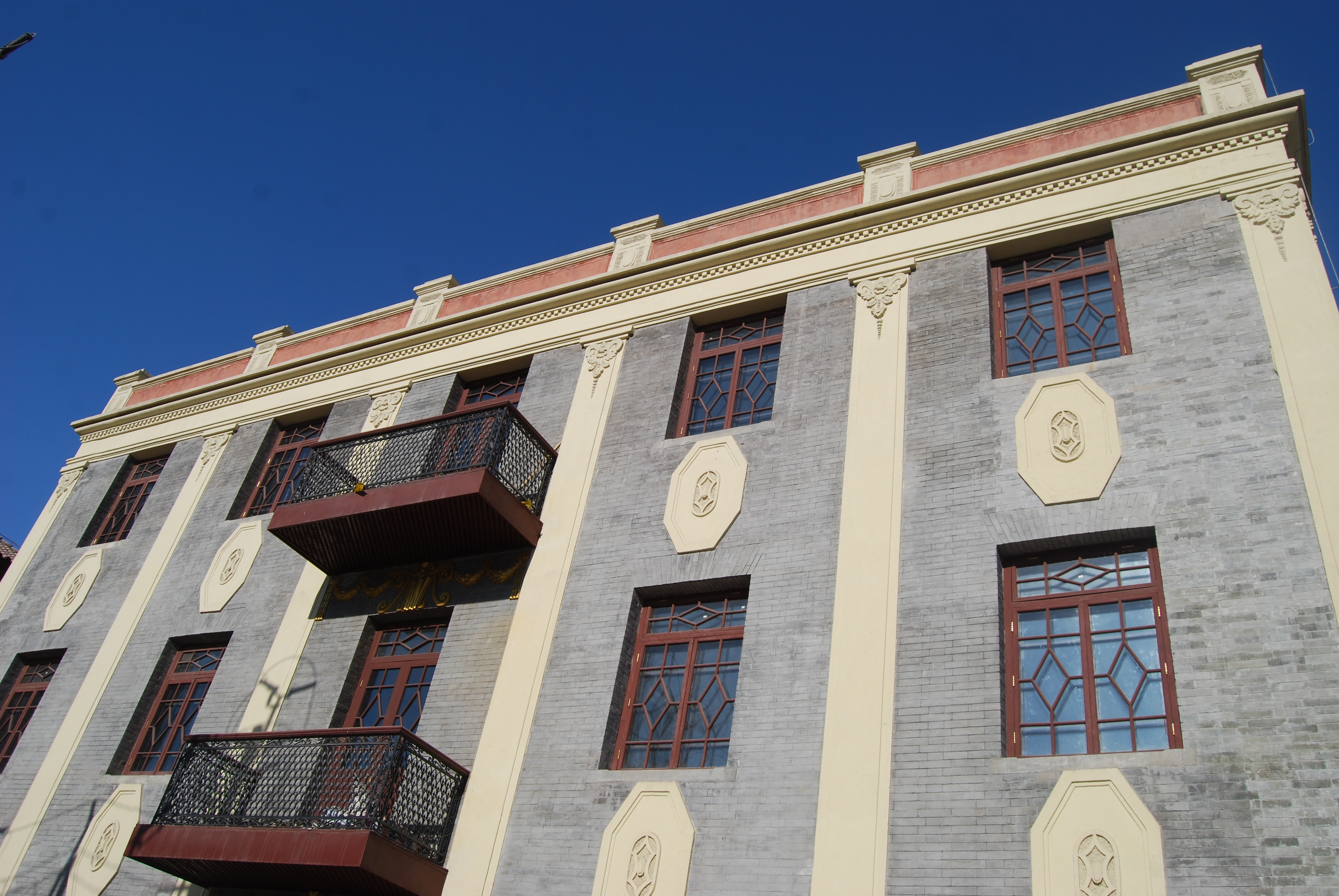
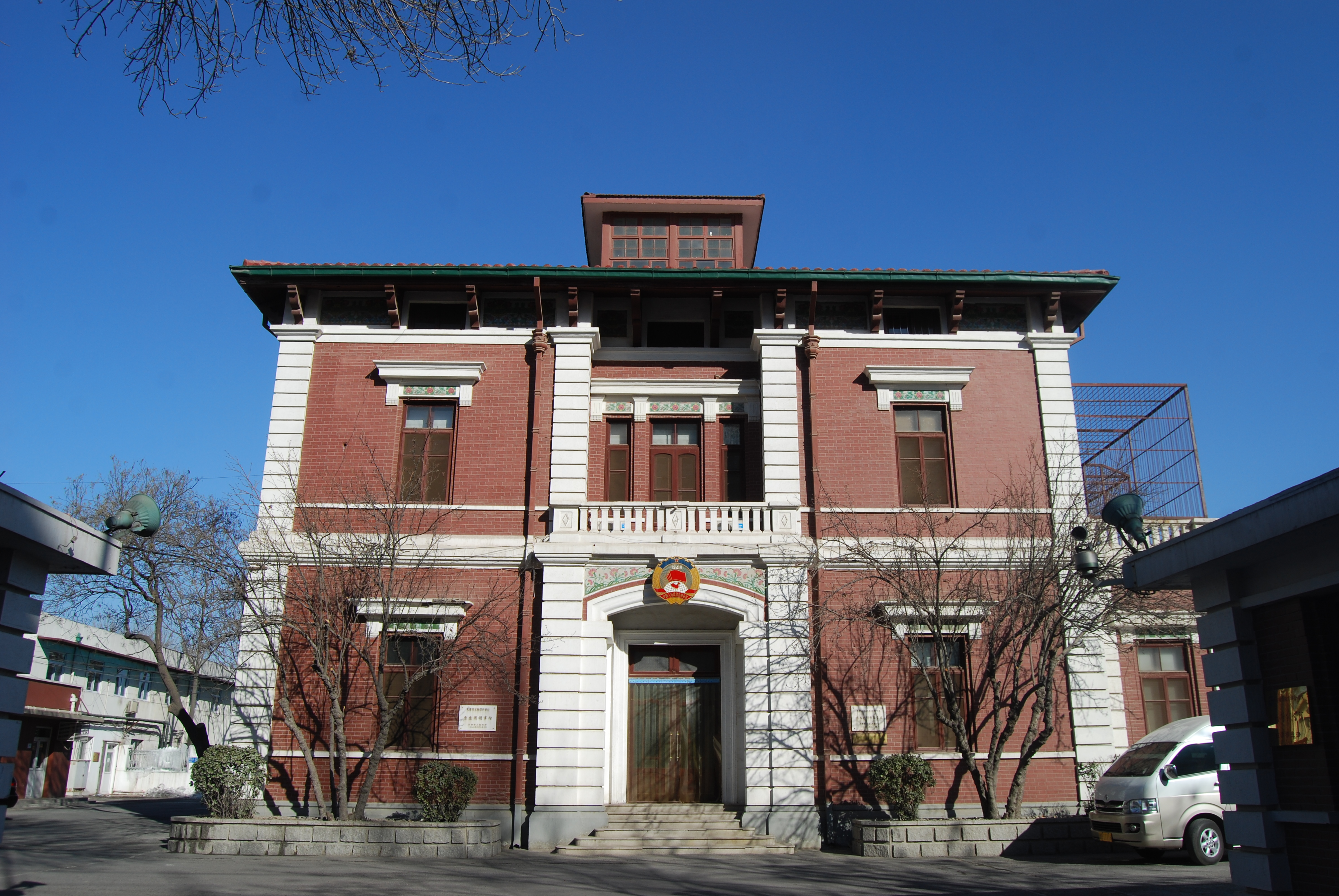
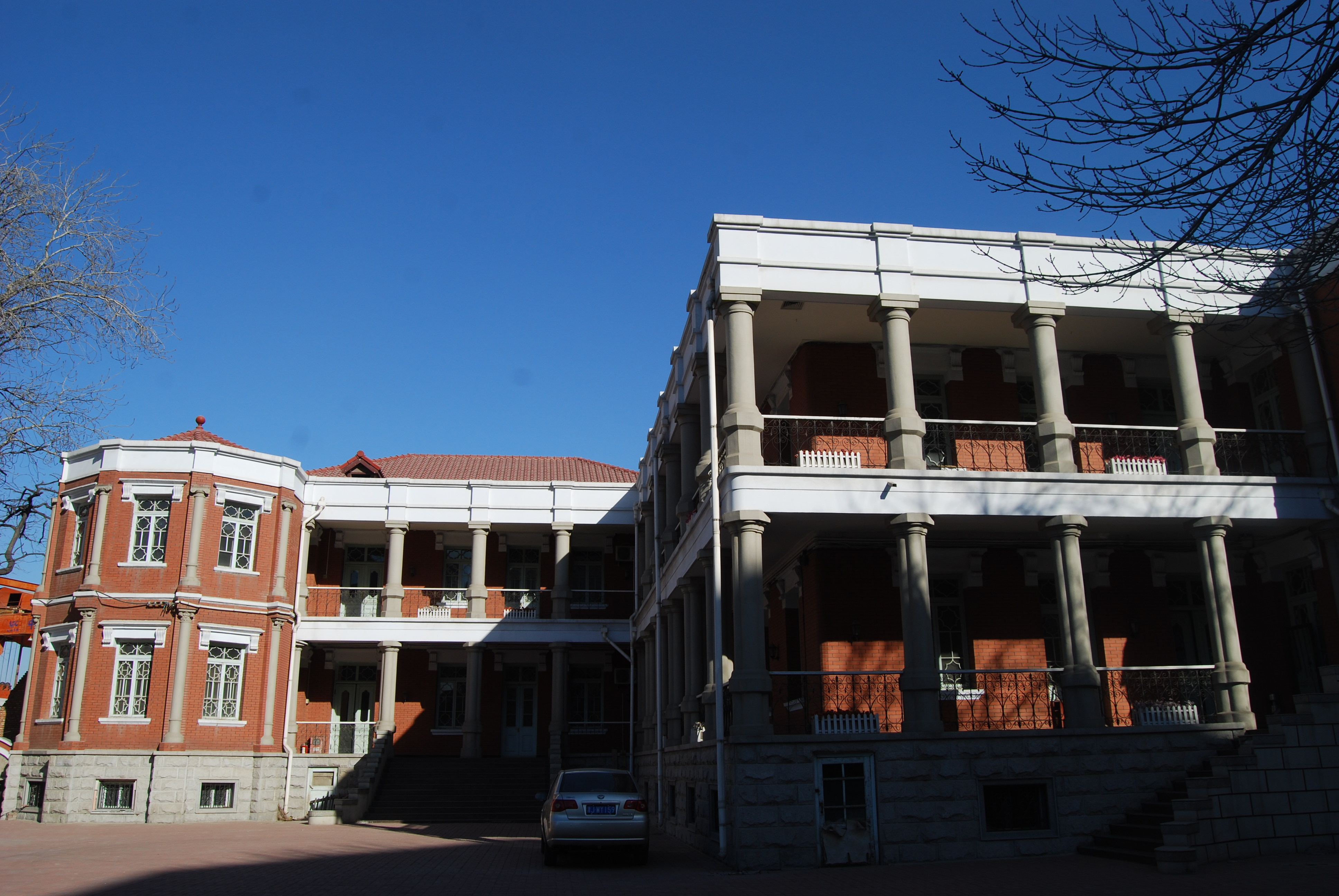
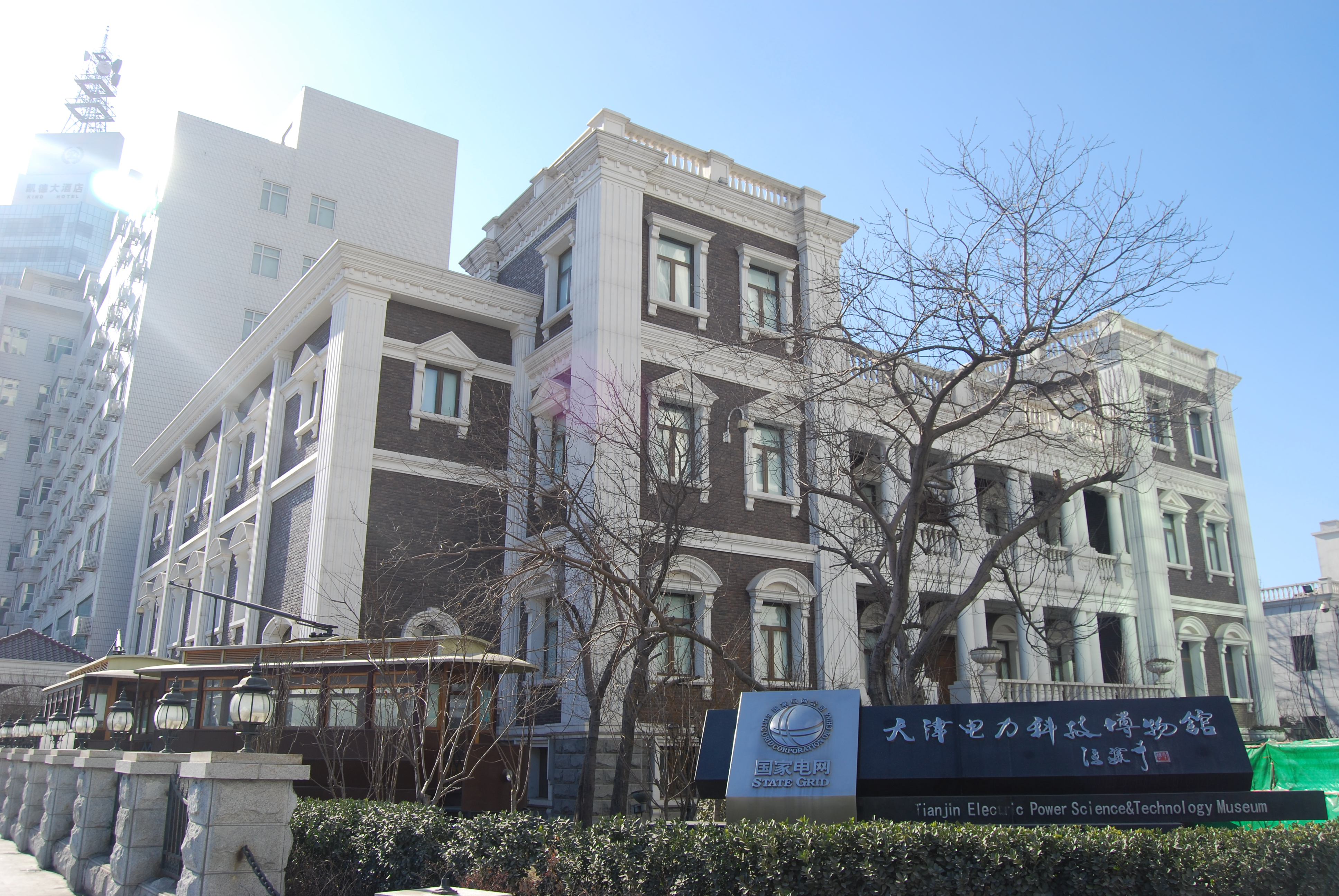
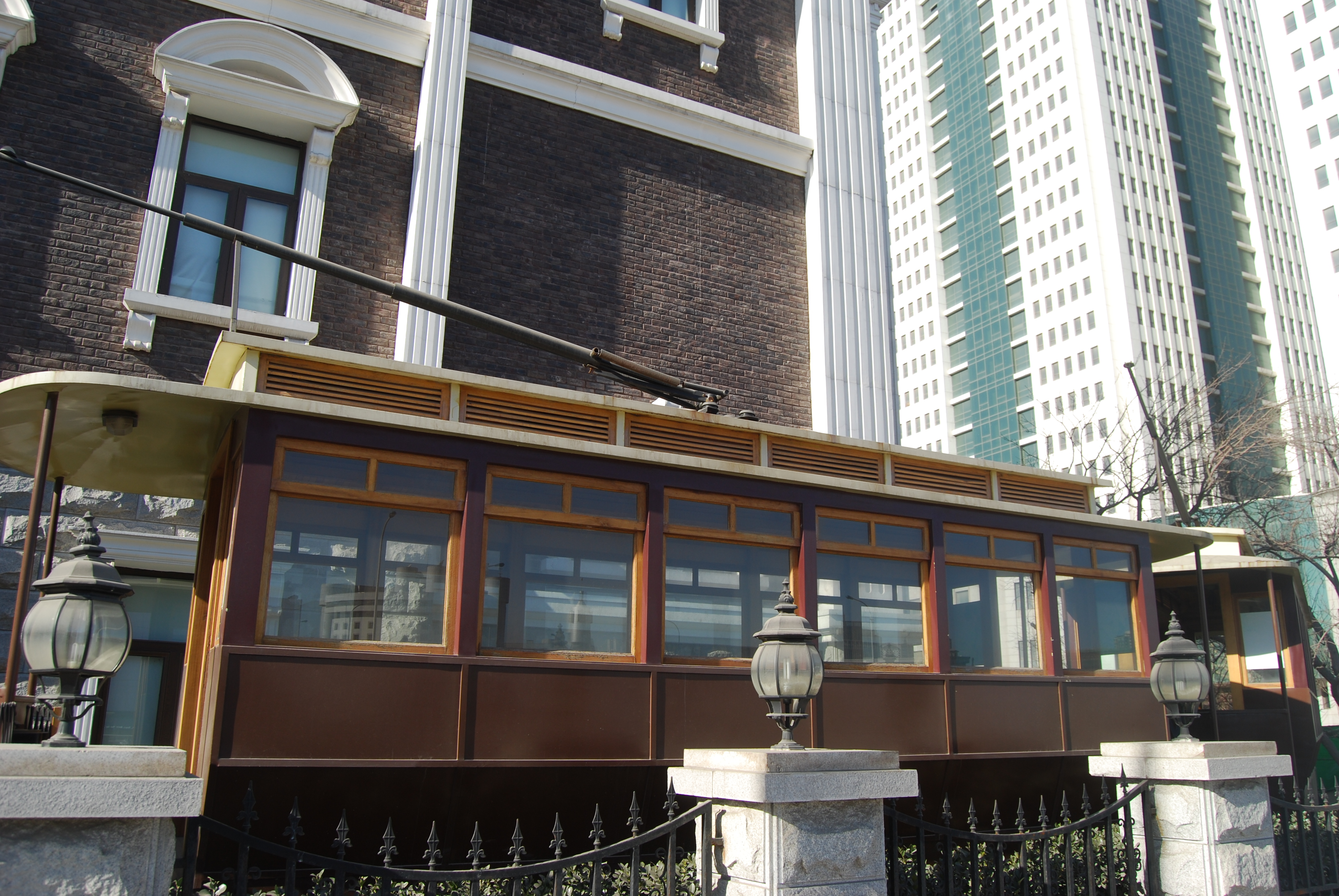
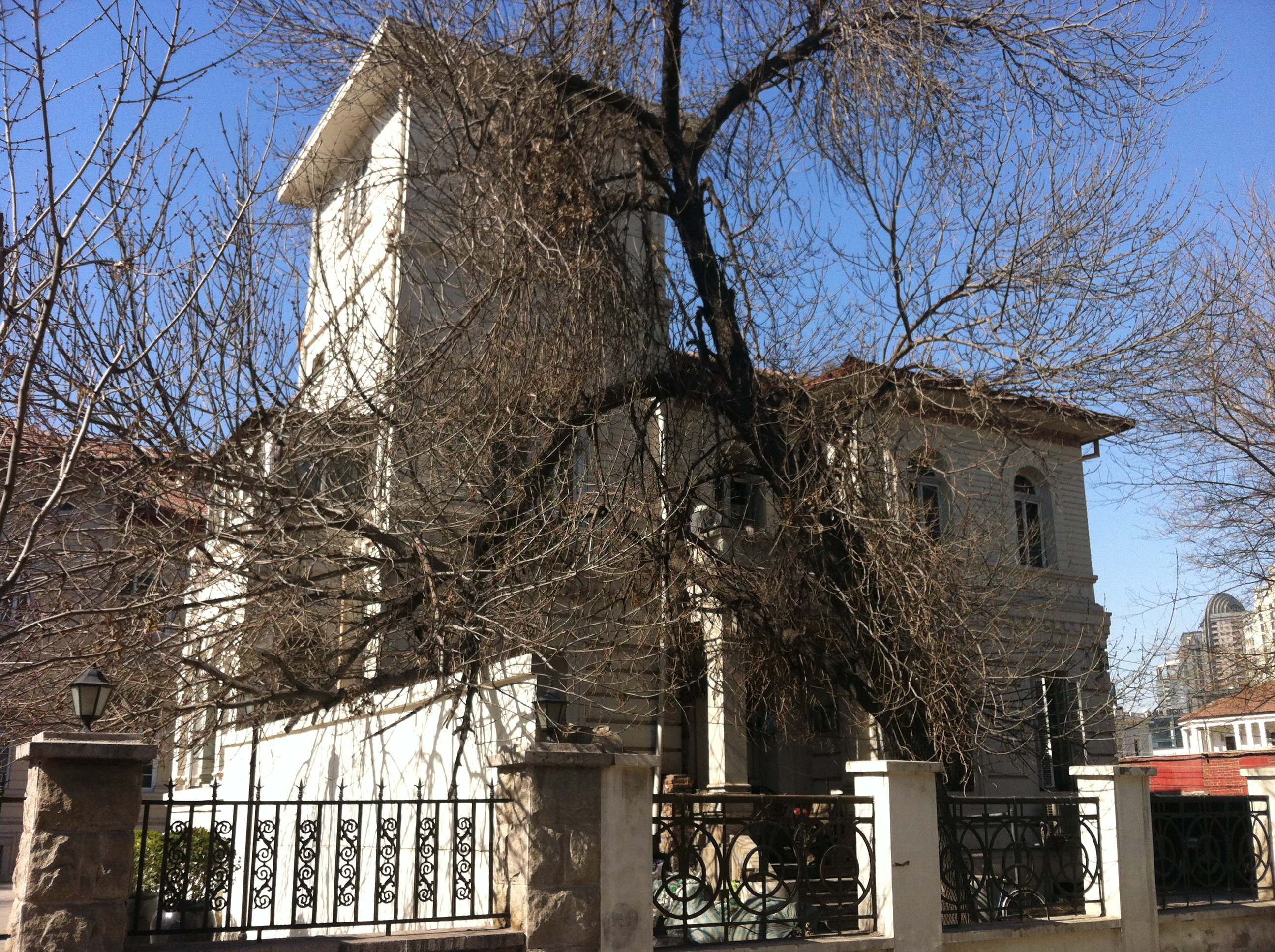
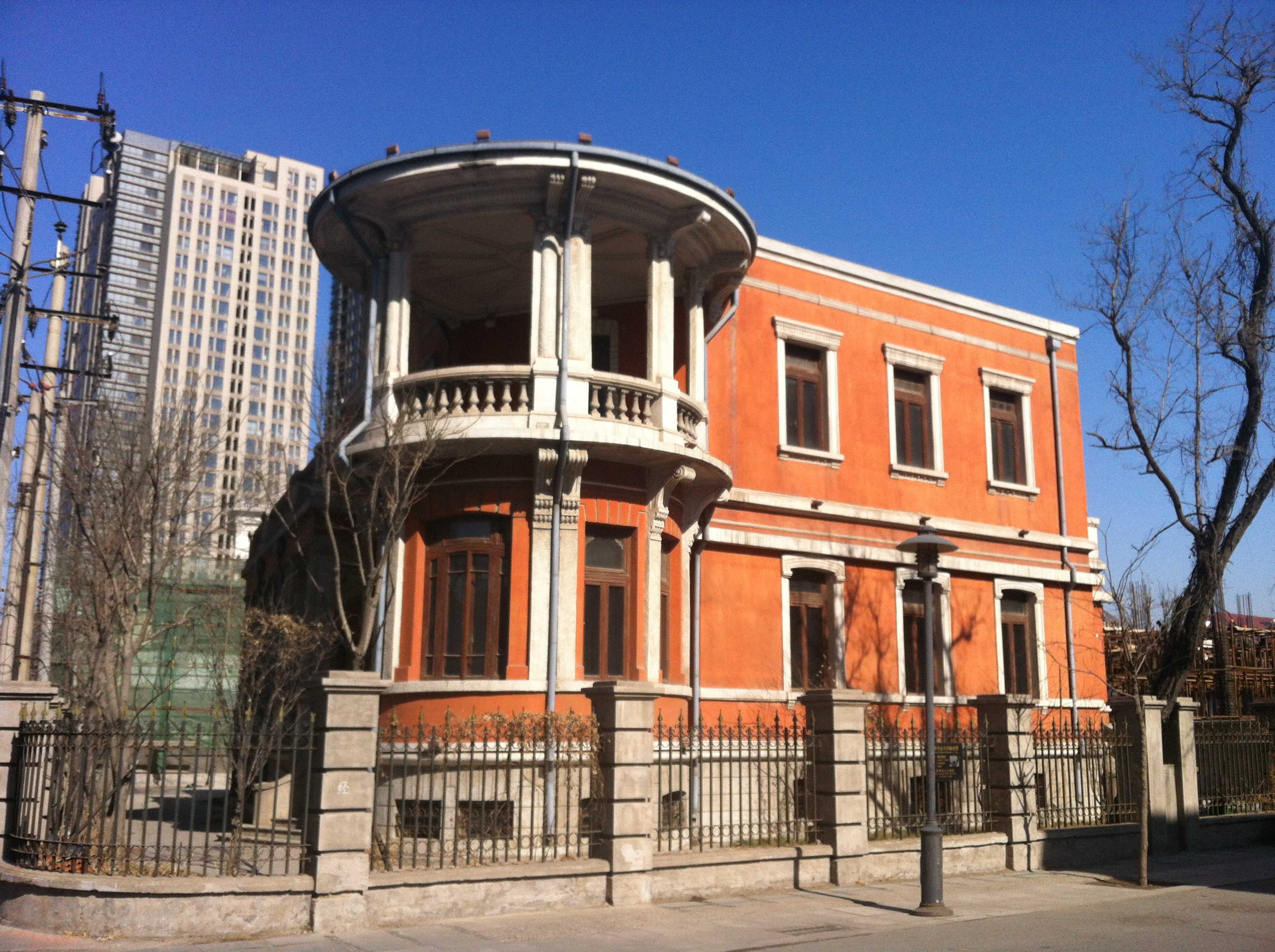
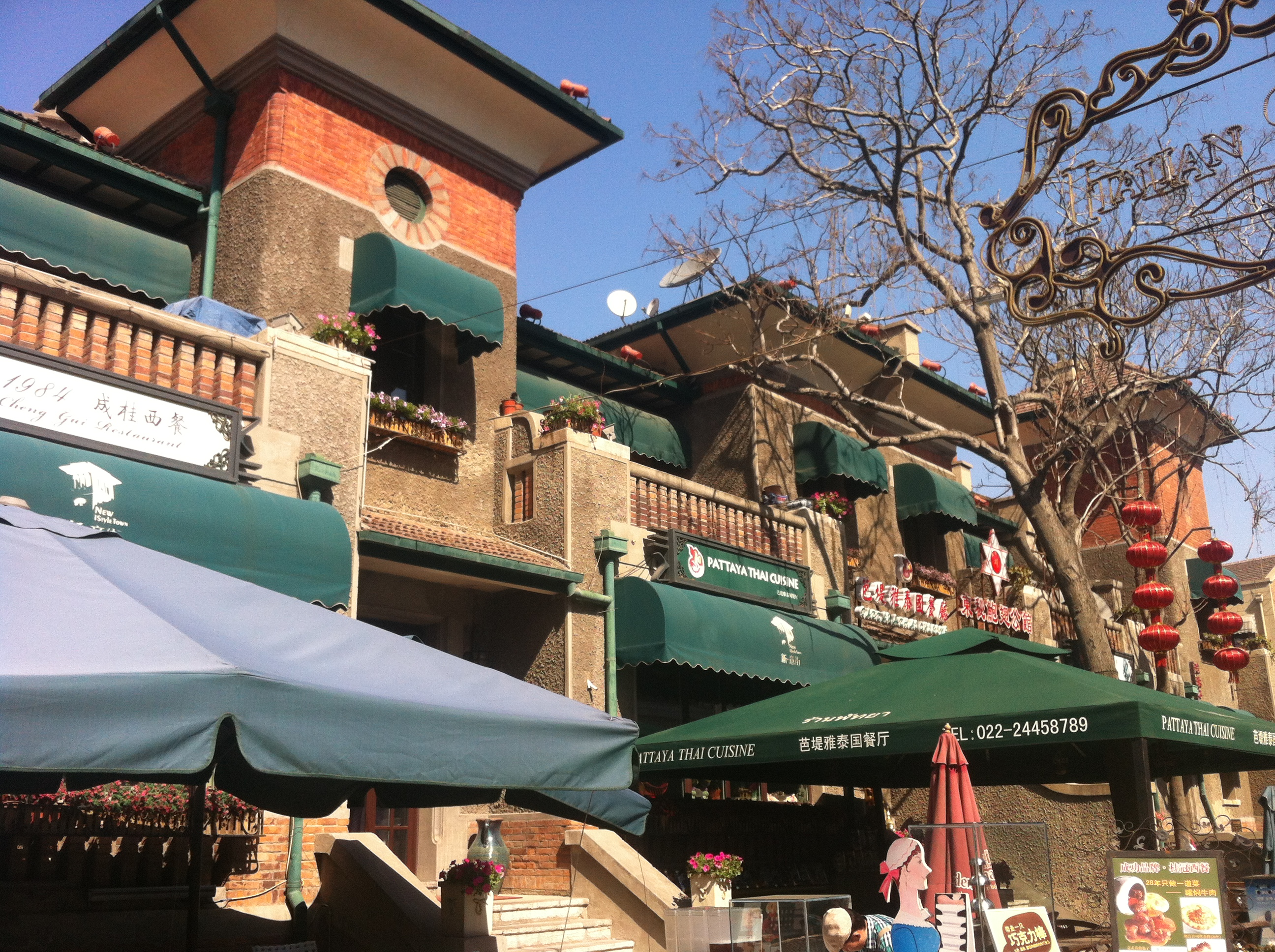